# Чеська готична архітектура

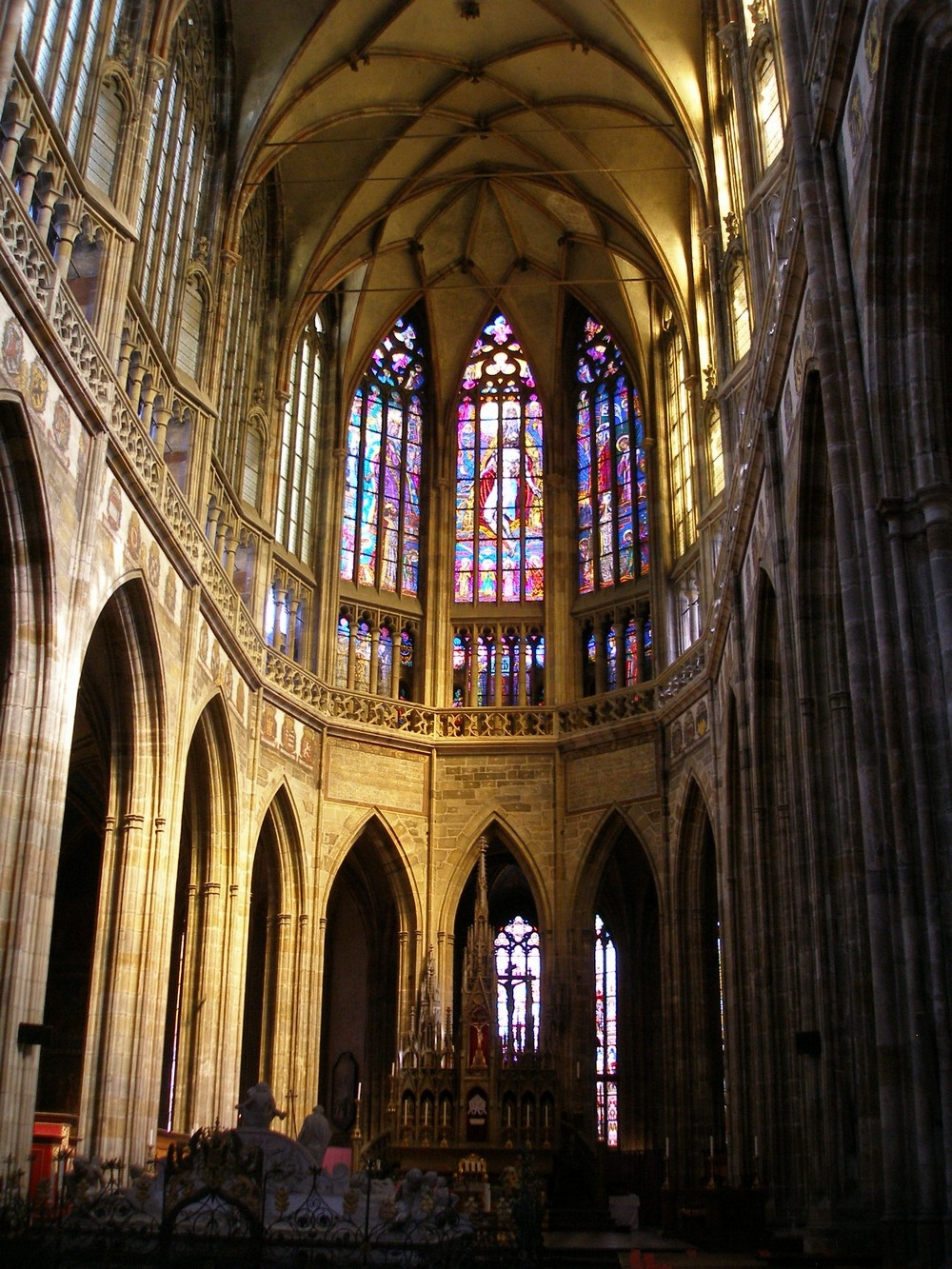
Хори собору святого Віта у Празі, побудовані архітекторами Матеєм Арраським та Петером Парлером в 1344–1385 роках.

Чеська готична архітектура стосується архітектурного періоду переважно Пізнього Середньовіччя на території сучасної Чехії (колишні Землі Богемської корони, переважно землі Богемського королівства та Моравського маркграфства).
Готична архітектура вперше з'явилась у Чеських землях у першій половині 13-го сторіччя та існувала там до початку 16-го сторіччя. Етапи розвитку чеської готичної архітектури часто поділяють за назвою династії, яка панувала в Богемії у той час:
- Рання готика — готика Пржемисловичів (13 — початок 14 ст.);
- Висока готика — Люксембурзька готика (14- початок 15 ст.);
- Пізня готика — Ягеллонська готика (1471–1526 рр.)[2].

Найбільш відомими архітекторами готики, які працювали в Чеських землях (особливо у Богемії) були Петер Парлер та Бенедикт Рейт.

## Рання готика

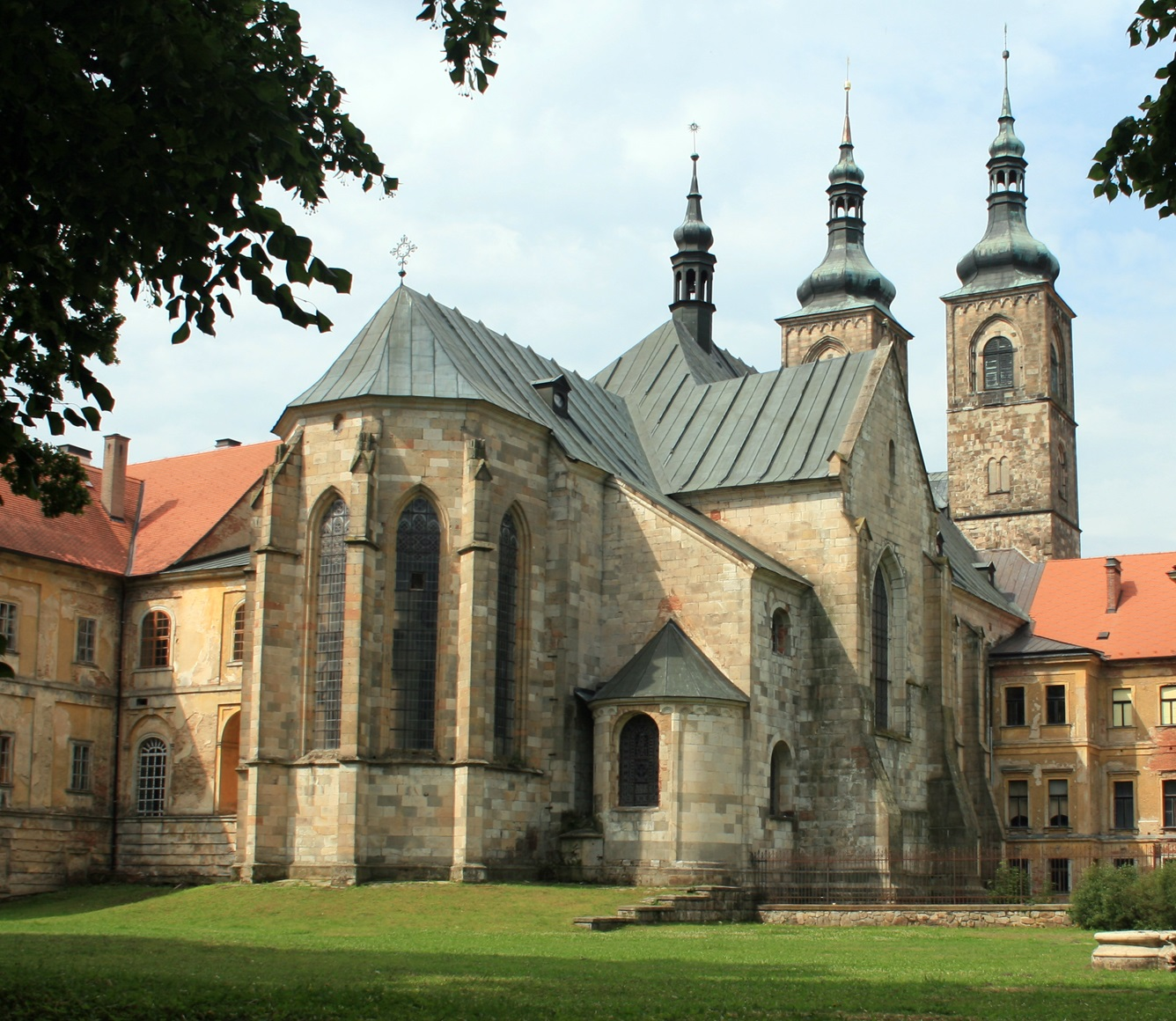
Церква абатства в м. Тепла, Богемія, освячена 1232 р.

Готичний стиль з'явився в Чехії в першій половині 13-го ст., коли у Франції вже панувала Висока готика. В 13-му сторіччі почав зростати політичний та економічний вплив Королівства Богемія, що сприяло і розвитку мистецтва. Тоді почалось заселення менш населених територій королівства, були засновані багато міст і селищ, монастирів. Чеське панство прийняло лицарську культуру, вони слухали німецьких мінезінгерів, брали участь у лицарських турнірах, розробили герби та будували кам'яні замки. Завдяки початку видобутку срібла (міста Їглава, Штрібро чи Кутна Гора). королівство багатіло.
Останні чисто романські церкви були побудовані в 1240-ті роки (селища Вінец, Повторов, Тісміце, Кондрац), але вже у 1230-ті роки почали будувати ранньоготичні церкви у «перехідному стилі», принесеному у Богемію та Моравію цистерціанцями. Їх форми були досить простими, часто використовувався мотив з листів та ягід, особливо для капітелів. Цістерціанці зробили найбільший вклад у будівництво ранньоготичних будівель на Чеських землях.

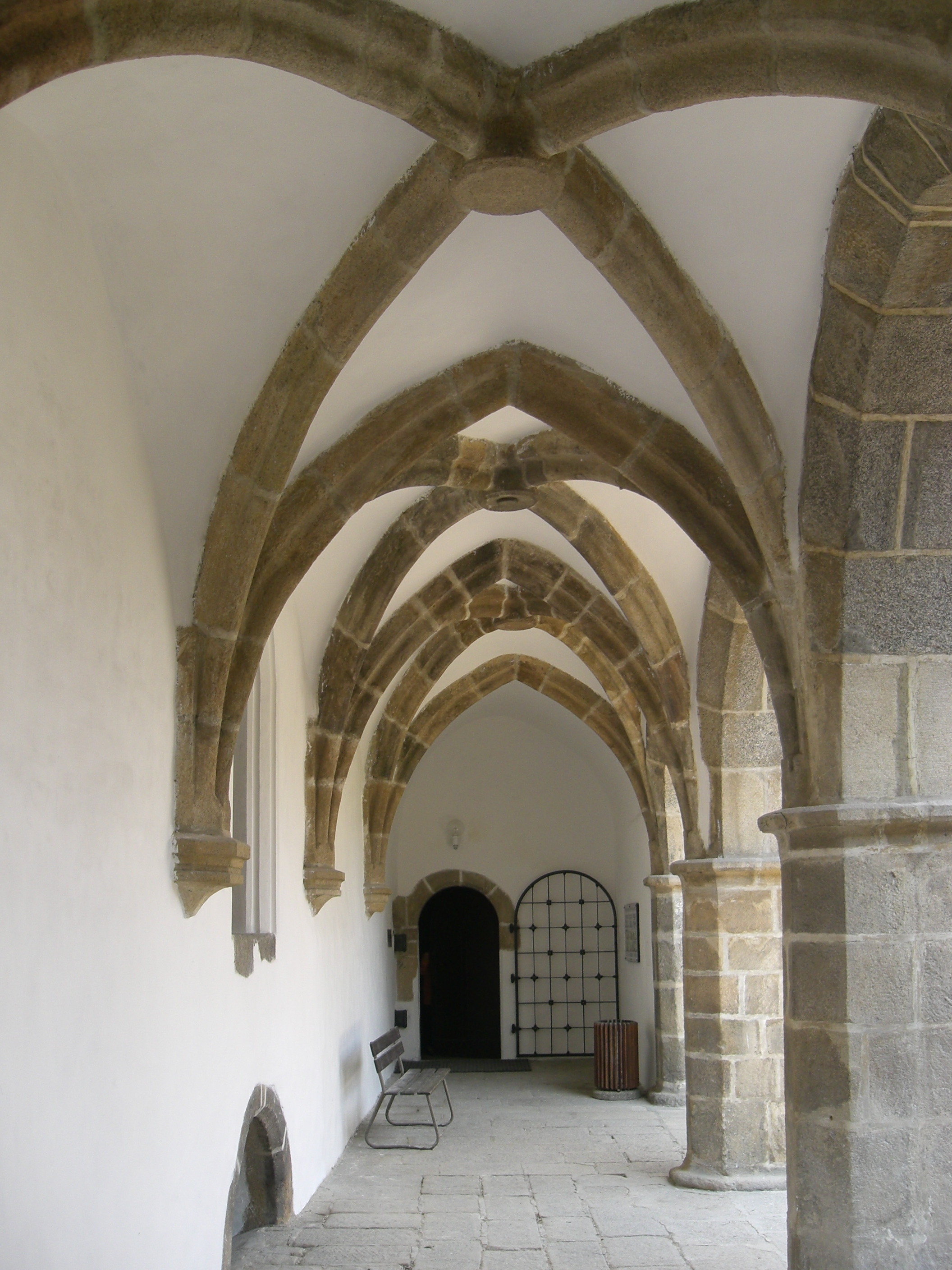
Аркади королівського замку у Пісеку, 2-га половина 13-го ст.

Значущі ранньоготичні будівлі у Чехії:
- церква абатства в м. Тепла (премонстранти), освячена 1232 р.[4], є однією з найстаріших готичних будівель у Богемії;
- Осецький монастир (цістерціанці) з унікальною залою для зібрань (Богемія);
- перша готична будівля в Моравії — монастир цістерціанок Порта Коелі («Врат небесних») в Пржедклаштері біля Тишнова під Брно, заснований Констанцією Угорською, королевою Богемії, у 1233 р. і освячений у 1239 р.[5] Тут містяться найстаріші масверки вікон-розеток в Чеських землях, та складний портал, побудований у стилі французьких соборів, що було рідкістю для Центральної Європи того часу[3].
- базиліка Святого Прокопа вважається однією з найдивніших будівель європейської архітектури другої половини 13-го сторіччя, оскільки архітектура цієї церкви колишнього бенедиктинського монастиря у Тршебичі є унікальним поєднанням романського та готичного стиля[2] , але не в «перехідному» варіанті. Натомість творці церкви використали чисті романські і чисті готичні елементи, і будівля є одночасно романською і готичною[3]. Вона внесена до Світової спадщини ЮНЕСКО.[6]
- найстарішою готичною будівлею у Празі є монастир Св. Агнеси, заснований 1231 року богемської принцесою  Агнесою Богемською (Чеською), пізніше канонізована. Це був перший монастир кларисинок за межами Італії. Перша церква цього монастиря (Св. Франциска) була завершена 1234 року та вважається найстарішою церквою жебручого ордену зі склепінням на північ від Альп. Церква Христа-Спасителя, побудована королем Отакаром II 1261–1265 рр. як королівський мавзолей для династії Пржемисловичів, прямо запозичила у французької готики[3].
- у новозаснованому багатому видобувному місті Їглава у 1240-ві роки були побудовані три ранньоготичні церкви (приходська, францисканська та домініканська)[7].

Після 1260-х років вплив цістерціанського стилю зменшився і чеська готика надихалась французькою високою готикою. У південній Богемії здійснювалось будівництво на замовлення Отакара II: у королівському місті Пісек були зведені королівський замок, кам'яний міст, приходська церква; також побудовано замок Звіков з центральним двором, оточеним дворівневими аркадами, натхненними клуатром монастиря (каплиця замка була завершена 1270 р.).
Іншими значущими замками були королівські Бездезький замок і Крживоклатський замок, єпископський замок у Горшовськи Тин (збереглася каплиця, інші частини перебудовані) у Богемії, а також моравські замки — замок Шпільберк у Брно, замок Вевержі, замок Бухлов, Гуквальдський град тощо.
Старонова синагога у Єврейському кварталі Старого міста Праги була зведена бл. 1270 року каменярами королівської майстерні, які також збудували монастир Св. Агнеси. Ця двонавна синагога є однією з найстаріших досі діючих у Європі..
Стиль Старонової синагоги нагадує цістерціанські монастирі у містах Злата Коруна (заснований 1263 р.) та Виші Брод (заснований 1259 р.). У Вишибродському монастирі збереглася значуща ранньоготична каплиця 1285 року. Завершені ці монастирі були в стилі високої готики.

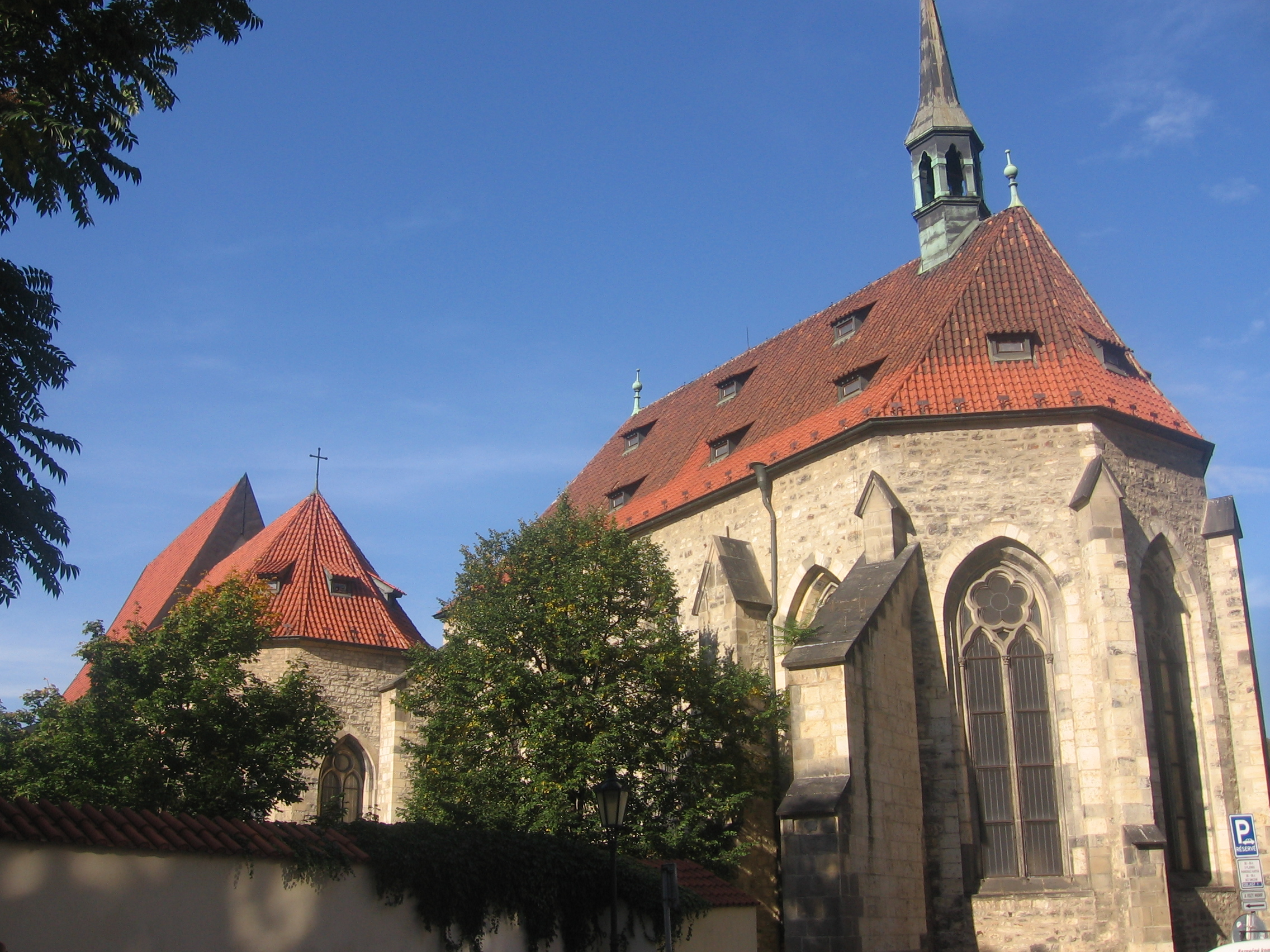
Монастир Св.Агнеси в Празі, 1230–1270-ті.
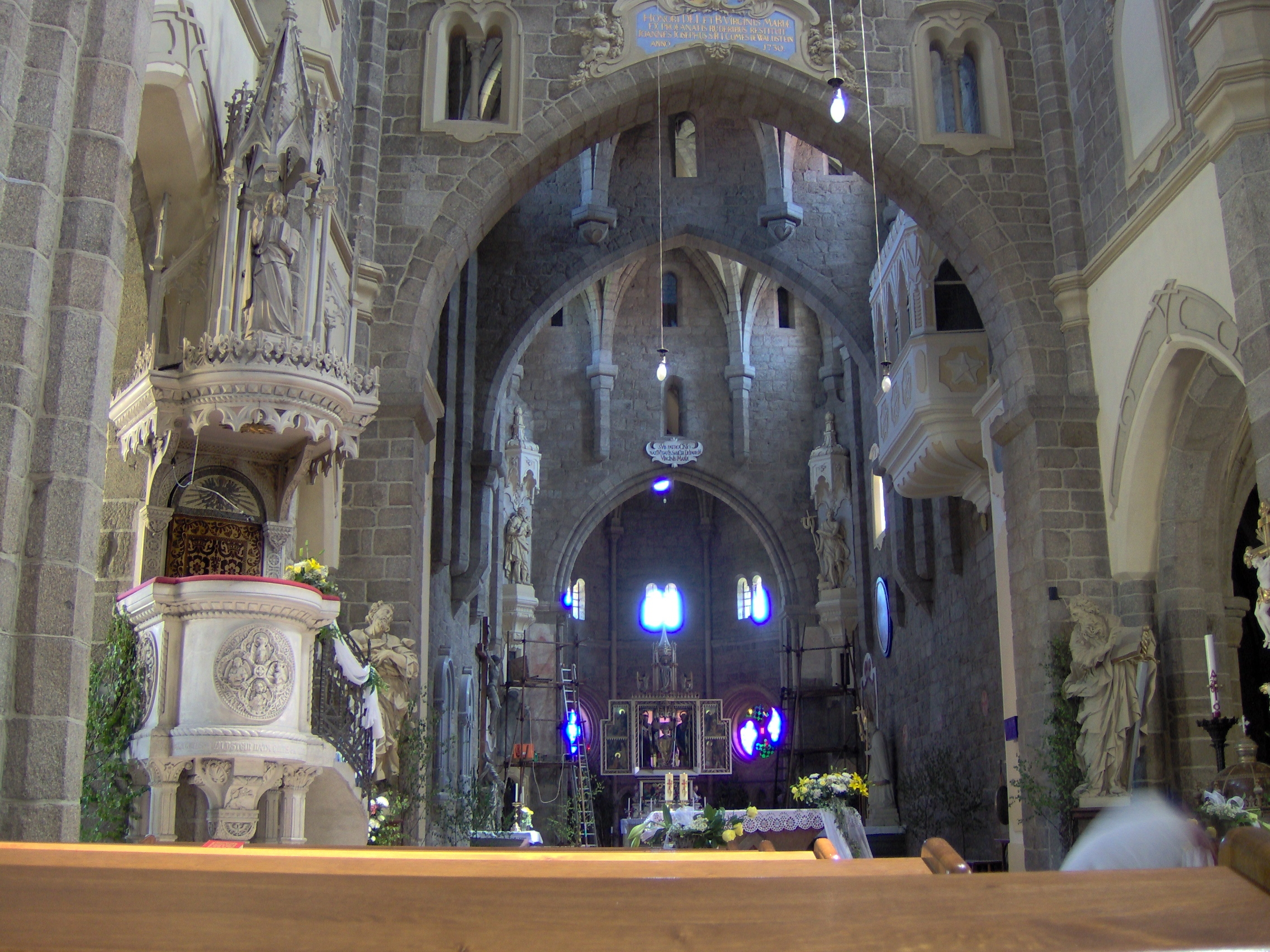
Інтер'єр базиліки Св.Прокопа в Тршебичі (1240-1250-ті).
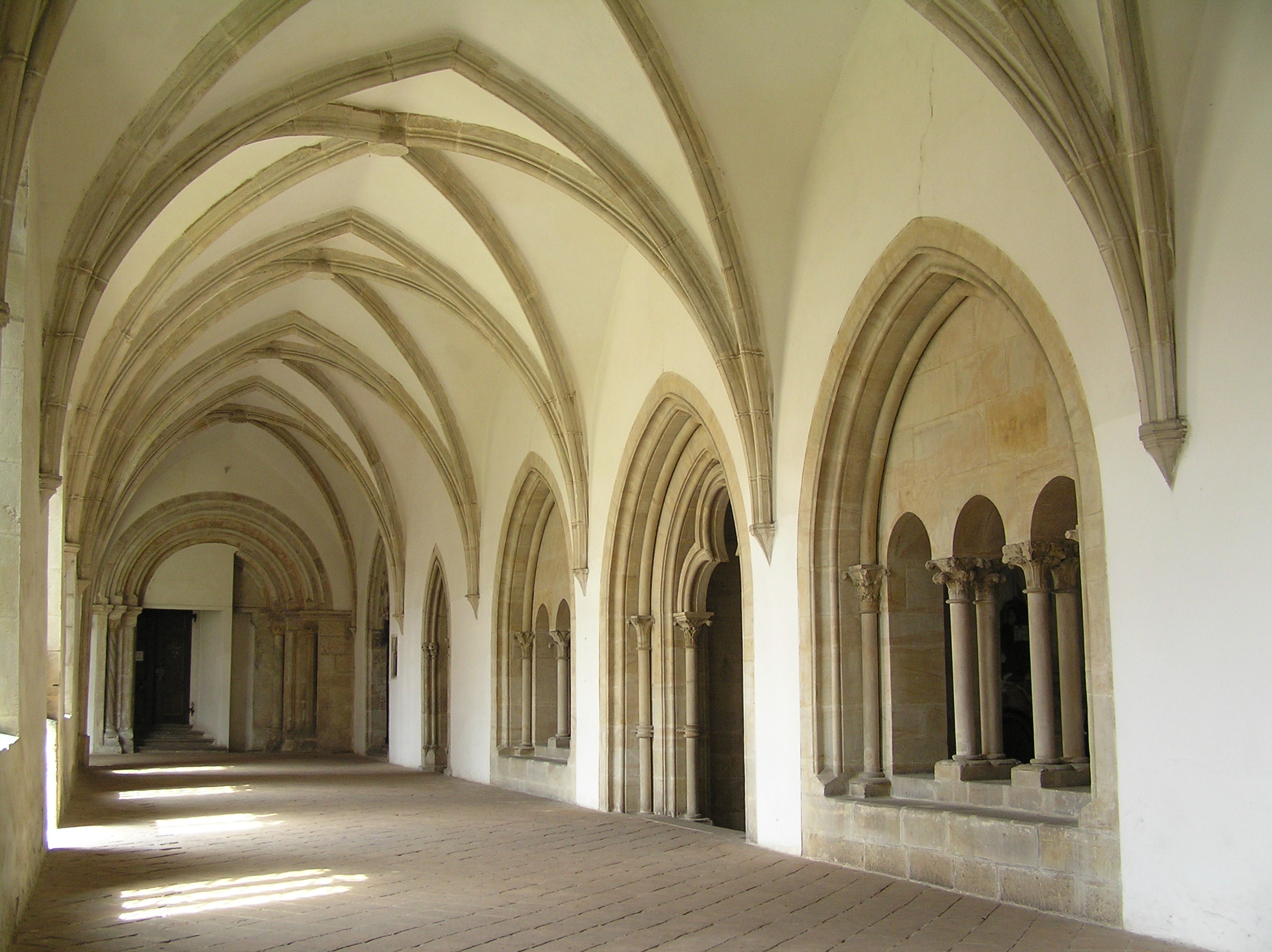
Осецький монастир, до 1240 р.
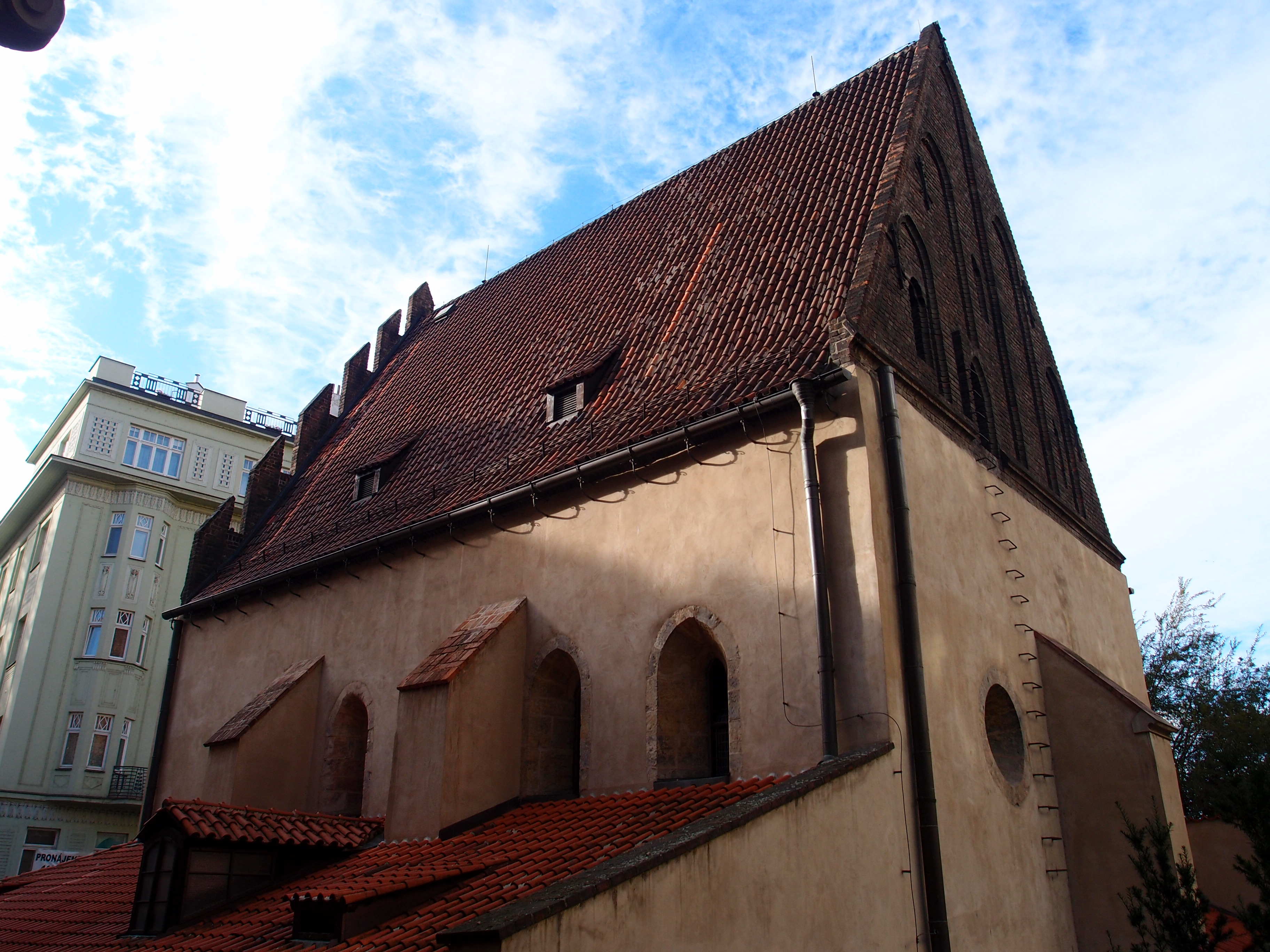
Старонова синагога в Празі, після 1270 р.
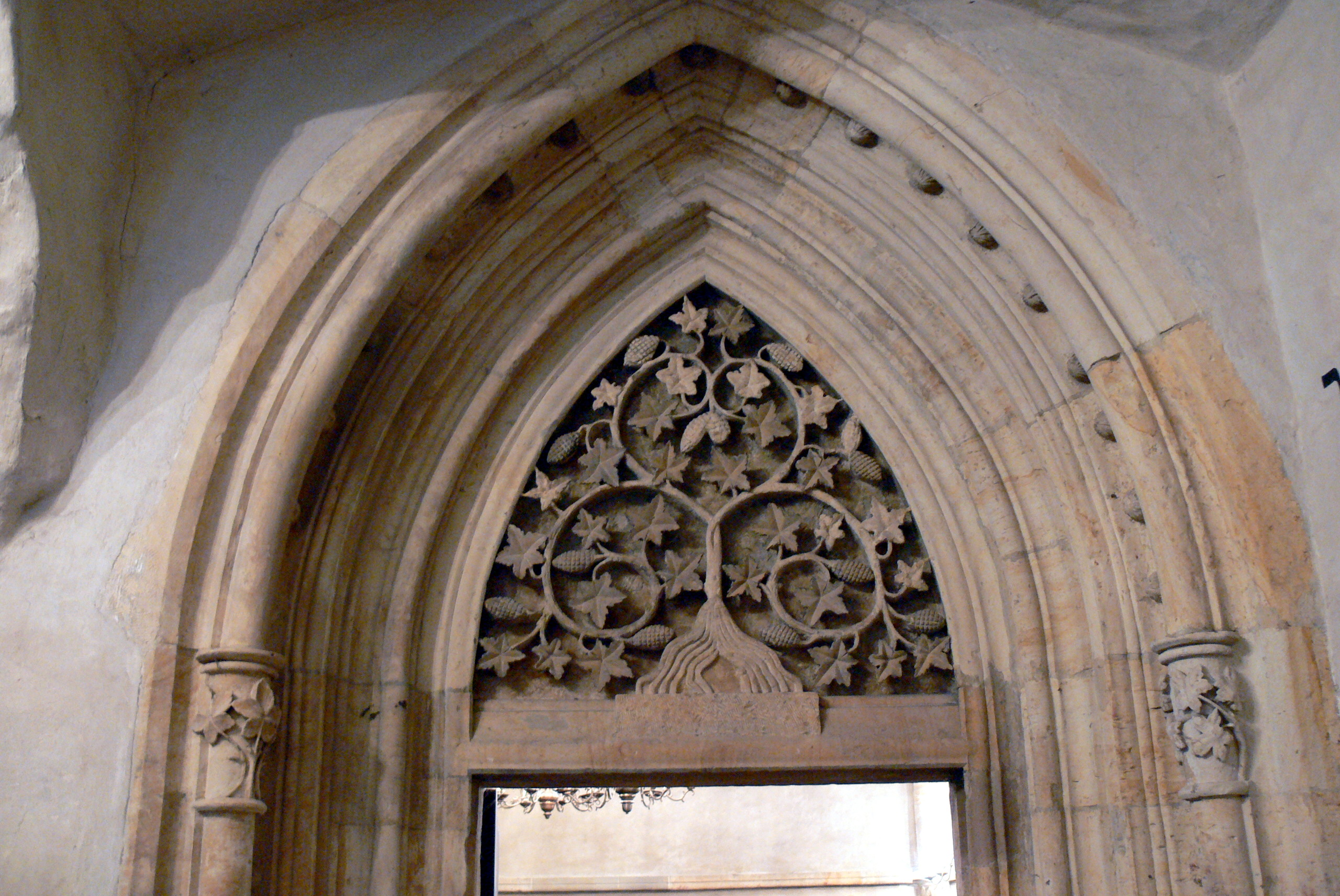
Портал Старонової синагоги у Празі, що використовує мотиви виноградного листа, після 1270 р.
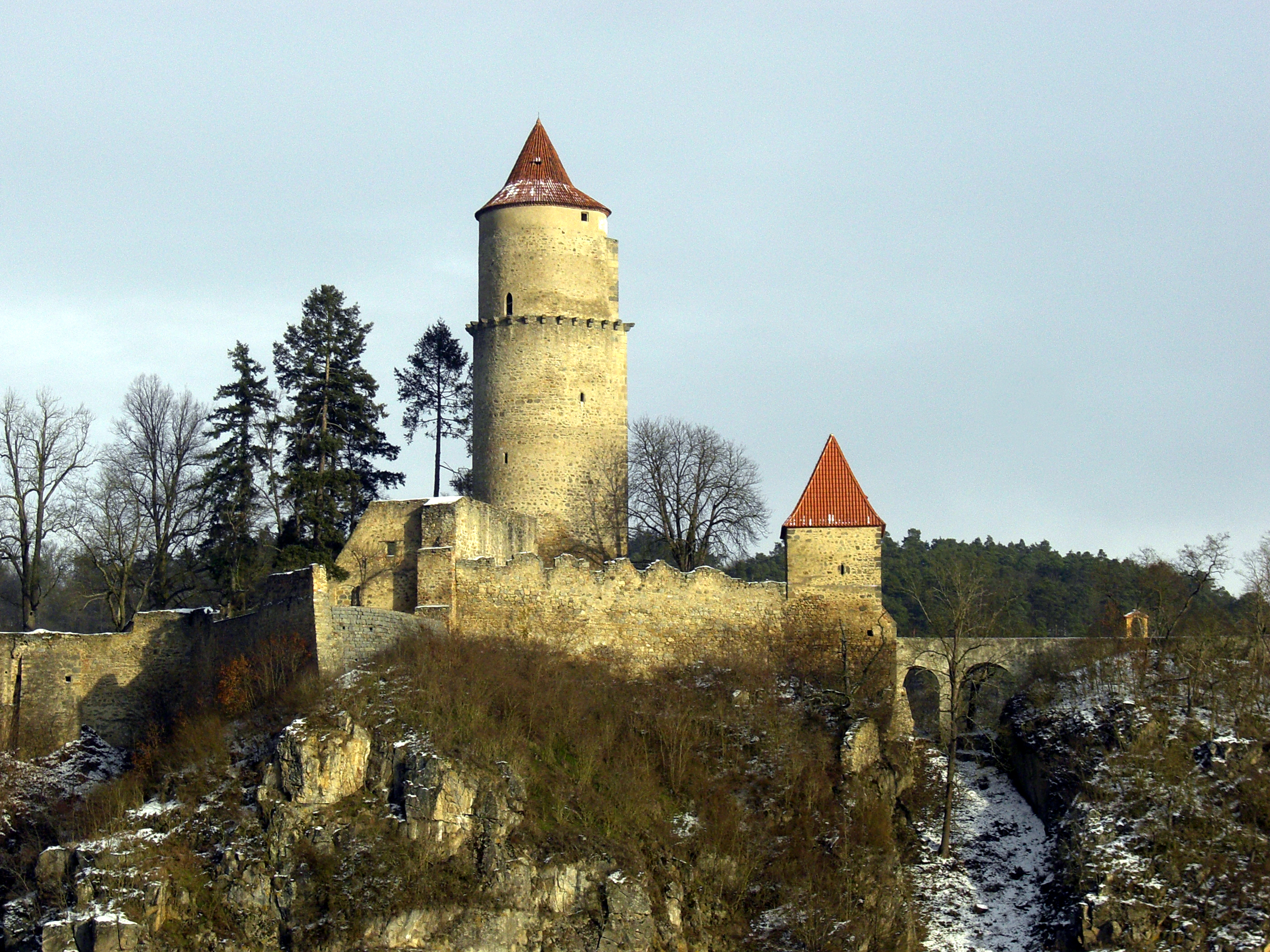
Замок Звіков у Богемії, до 1270 р.
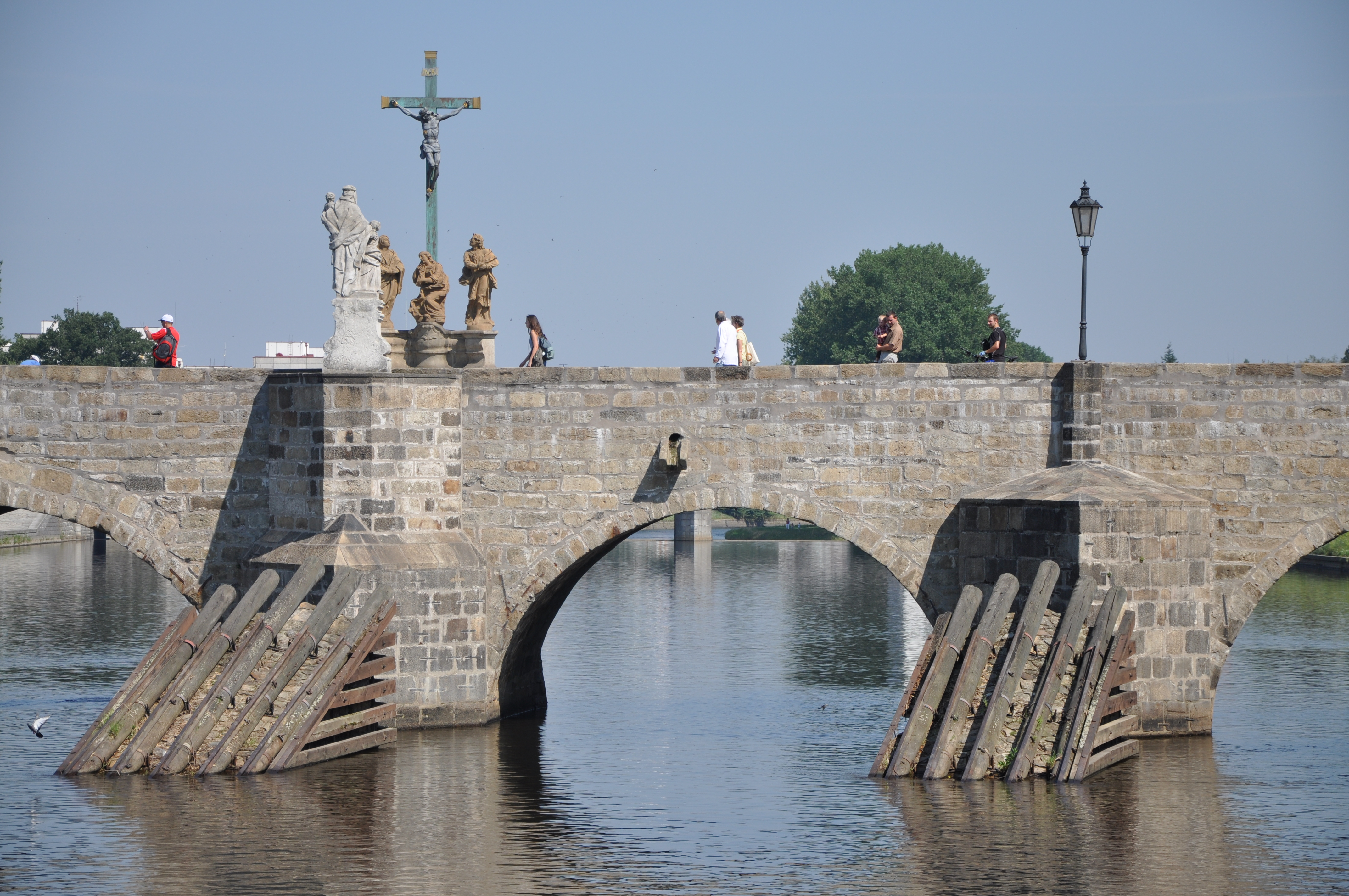
Кам'яний міст в Пісеку, 1263–1265 рр.
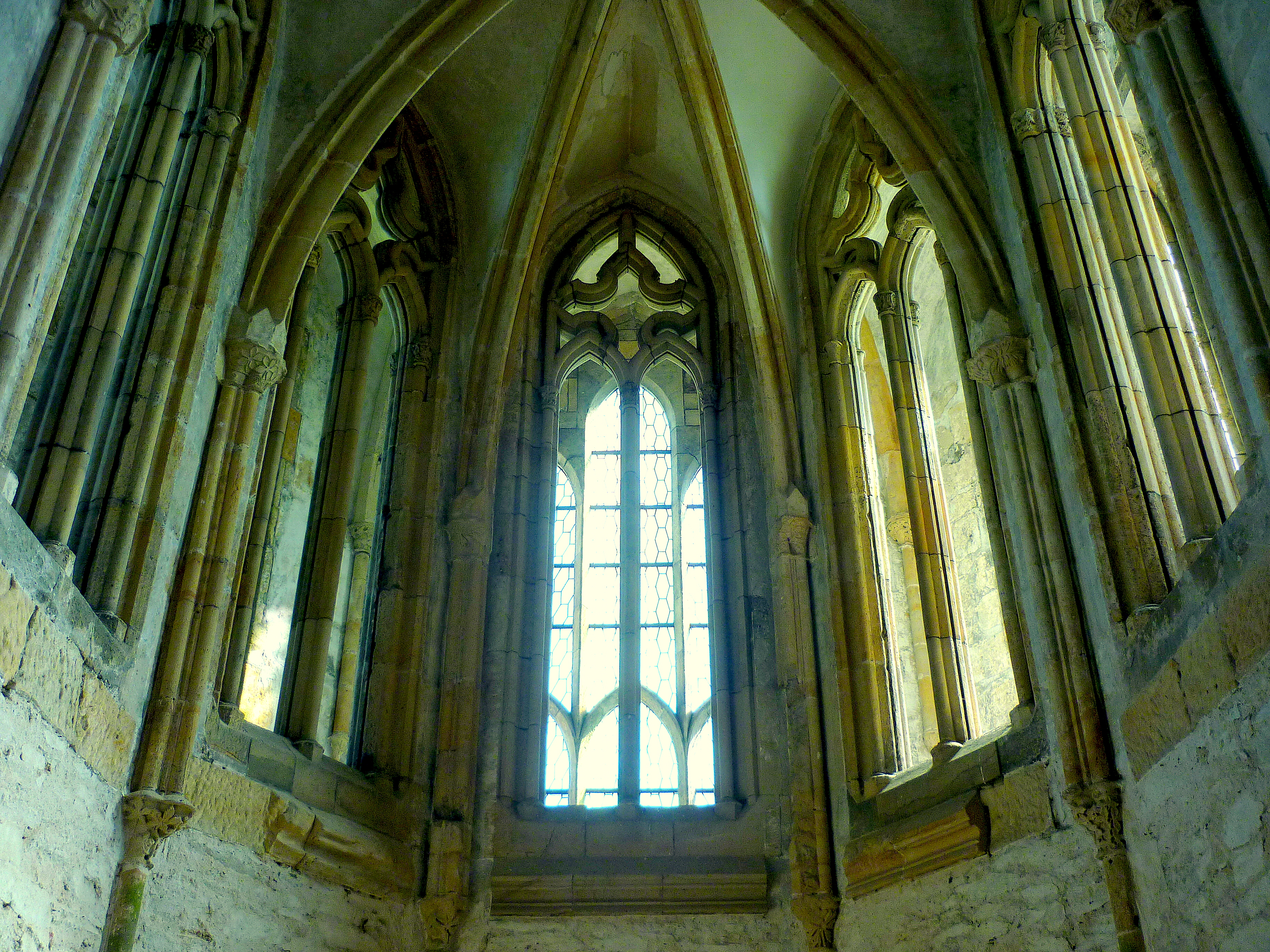
Каплиця у Бездезькому замку, до 1283 р.
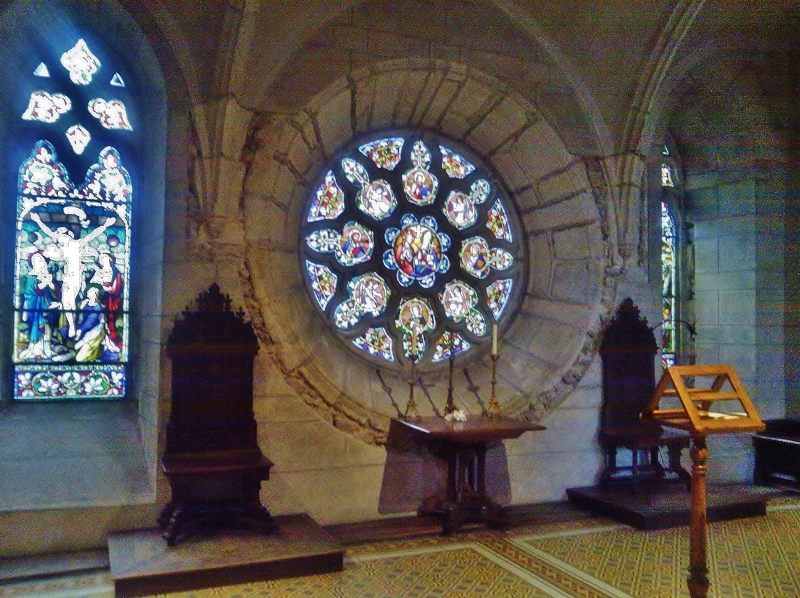
Зала зібрань Вишібродського монастиря, 1285.
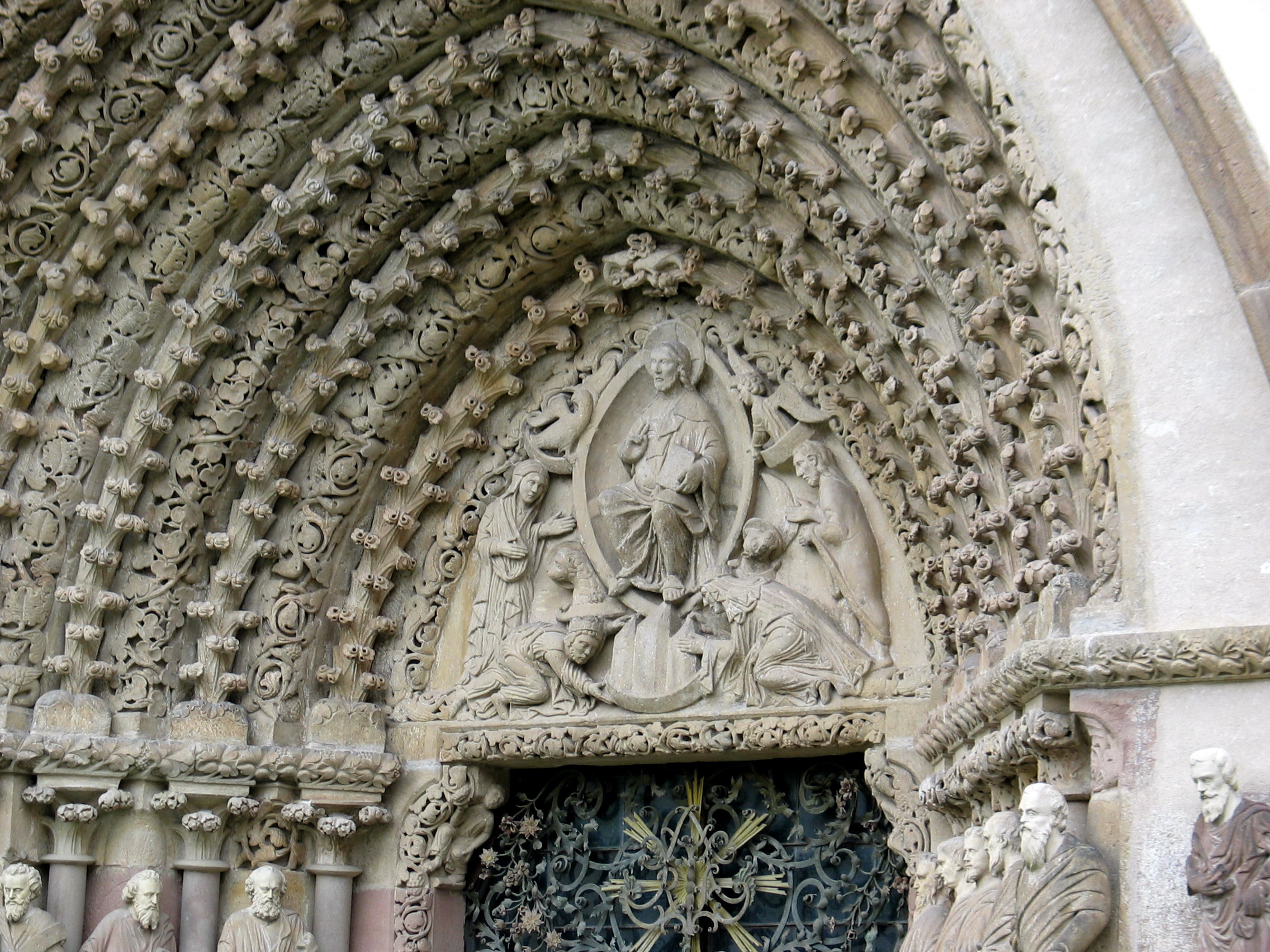
Портал церкви монастиря Порта Коелі біля Тишнова під Брно, Моравія, 1230-ті.

## Висока готика

### Пізня готика Пржемисловичів

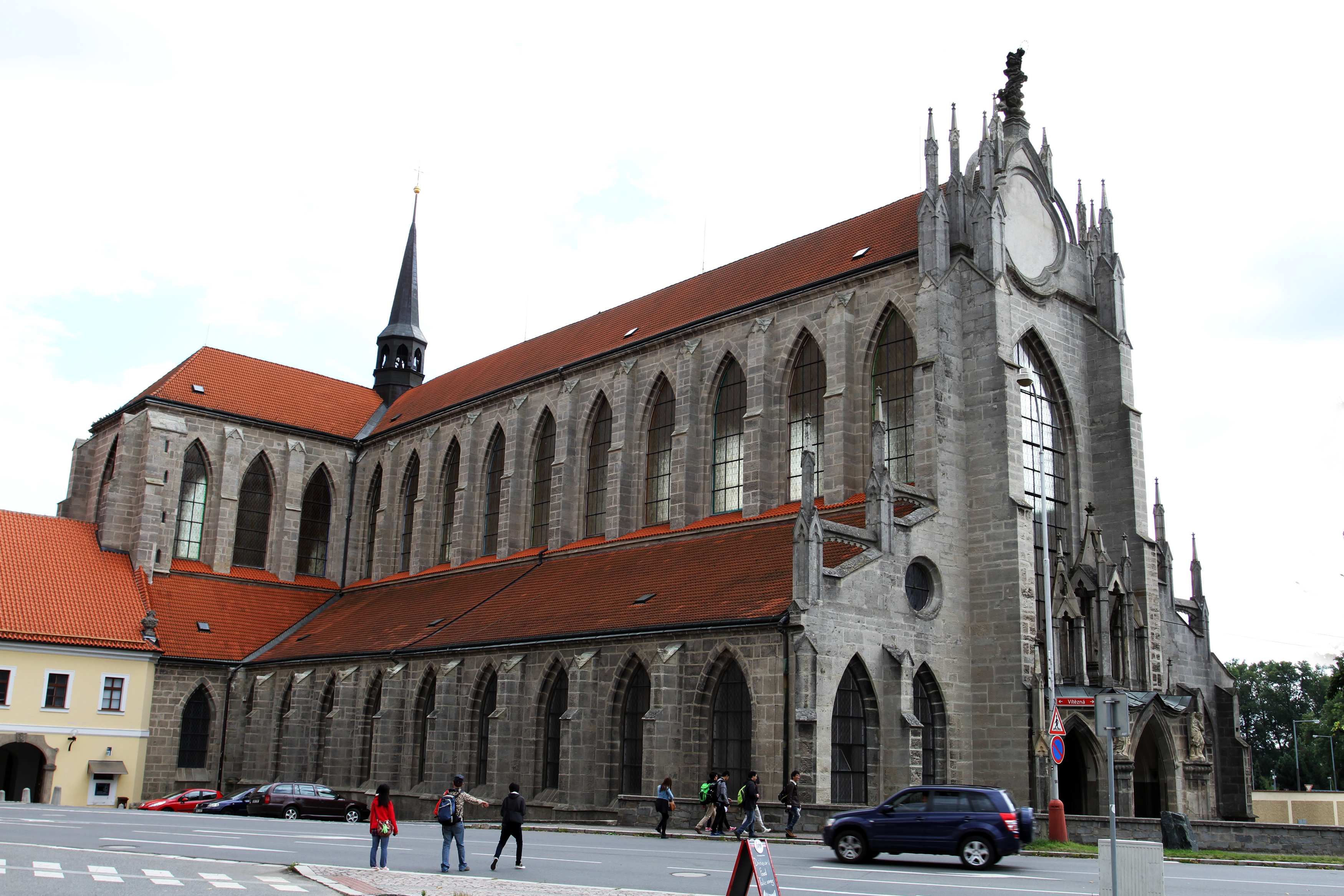
Костел Вознесіння Діви Марії та Івана Хрестителя у Седлеці, Кутна Гора.

Період Високої готики на Чеських землях почався під час правління короля Венцеслава II у 1290-ті роки, коли нові будівлі почали підкреслювати вертикальність та світло.
Бл. 1300 року у цістерціанському Седлецькому абатстві у Кутній Горі був побудований перший на Чеських землях собор у стилі французької готики — костел Вознесіння Діви Марії та Івана Хрестителя. Хоча він був перебудований у 18-му сторіччі в стилі барокової готики, його пресбітерій, головна нава та трансепт не втратили оригінального вигляду. Костел вважається однією з найперших в Чехії будівель у стилі Високої готики та включений до Світової спадщини ЮНЕСКО.
Дуже схожий собор було побудовано у іншому цістерціанському монастирі у Збраславі. На той час це була найбільша церква Богемії — 104 метри у довжину. Собор було знищено під час гуситських воєн.

### Люксембурзька готика

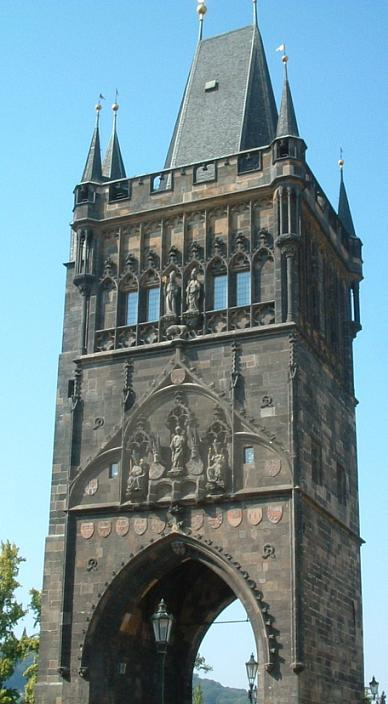
Старомєстська мостова башта Карлова моста у Празі

Перший король нової династії Люксембургів Ян I Сліпий не багато будував нових будівель. Ймовірно ним було перебудовано Дім у Кам'яного Дзвона на Староместській площі Праги після 1310 р. Тоді дім було прикрашено статуями та картинами і він ймовірно слугував королівською резиденцією замість Празького граду, який був нежилий після пожежі 1303 р.
На відміну від часто відсутнього короля, празький єпископ Ян IV. з Дражиця підтримував нове будівництво. Він заснував нову майстерню у своєму місті Роудніце над Лабем, куди запросив будівельників з півдня Франції. Він розпочав у Роудніце будівництво нового мосту через Ельбу (чеськ. Labe), запросив архітектора мостів Вільяма Авіньйонського на один рік, щоб той навчив місцевих каменярів, і вони могли самостійно закінчити створення мосту. Єпископ також заснував новий монастир у Роудніце, нові замки у Літовіце та Дражице, а також монументальний костел Св. Жиля (чеськ. Kostel sv. Jiljí) у празькому Старому місті та перебудував єпископську резиденцію у Малій Страні (знищена під час гуситських воєн).

#### Правління Карла IV та Вацлава IV

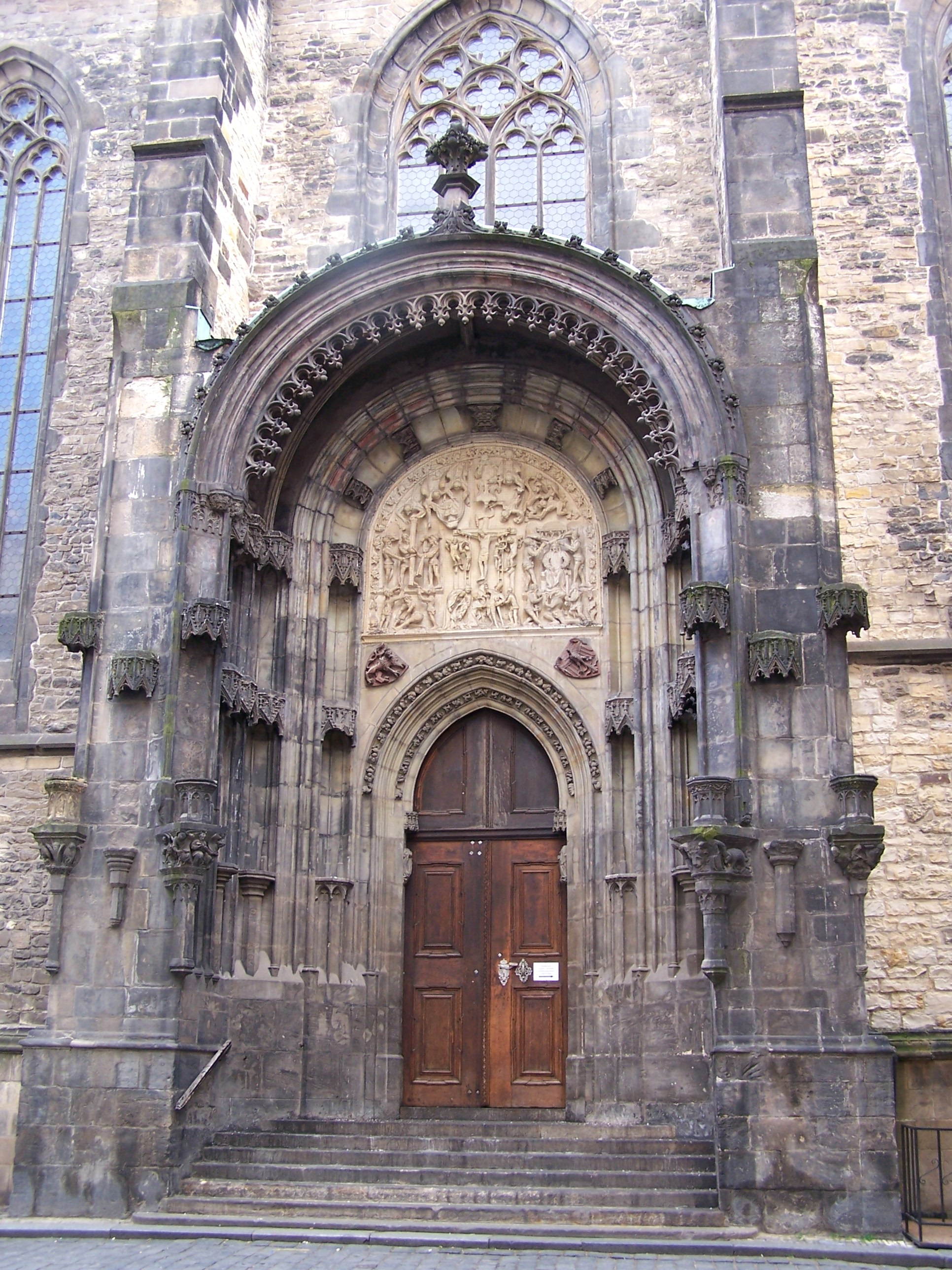
Північний портал костелу Божої Матері перед Тином у Старому місті

Розквіт Високої готики на Чеських землях настав за правління сина Яна — Карла IV. Він прибув з Франції (куди був відісланий батьком, який боявся перевороту) до Богемії 1333 року. Пізніше він став першим королем Богемії — імператором Священної Римської імперії, і Прага стала імперською резиденцією. Правління Карла IV та його сина Вацлава IV сприяло розквіту чеського мистецтва та поширенню його впливу на Європу.
Карл IV був знаним поціновувачем мистецтв, заснувавши багато нових будівель. Так Собор Святого Віта у Празькому граді, найважливішу будівлю Високої готики в Чехії, було засновано ним, його батьком Яном та празьким єпископом Арноштом Пардубице 1344 року. Першим архітектором був француз Матей Арраський, який розробив собор у стилі французької готики. Після його смерті німець Петер Парлер став архітектором собору та змінив будівельні плани. Він побудував сітчасте склепіння головної нави, одне з перших такого типу на континентальній Європі. Це склепіння надихнуло багато архітекторів соборів Центральної Європи (наприклад, у містах Мілевско, Чеський Крумлов чи Ниса в Польщі). Однією з найбільш значущих у соборі є каплиця Св. Вацлава, яка нагадує каплицю Св. Хреста в Карлштейні. Будівництво собору було перервано гуситськими війнами та завершено лише на початку 20-го сторіччя.
Карл IV також замовив перебудову Старого королівського палацу у Празькому граді, а його син Вацлав IV продовжив перебудову після його смерті.
Іншою важливою спорудою празької високої готики є Карлів міст (побудований Перером Парлером) зі Староместською мостовою вежею, яка є однією з найбільших та найкрасивіших готичних брам Європи
. Петер Парлер також спроектував новий пресбітерій в костелі Св. Варфоломея у Коліні (чеськ. Kostel sv. Bartoloměje).
Найважливішим чеським замком у стилі Високої готики є Карлштейн, побудований у 1348–1357 рр. (оздоблення завершено 1367 р.). У замку розташована унікальна каплиця Св. Хреста, яка мала виглядати як Небесний Єрусалим та зберігати найцінніші священні реліквії та коштовності Богемського королівства та Священної Римської імперії (напр. Корона Карла Великого). Стіни каплиці прикрашені коштовним камінням та 130 зображень святих, намальованих Теодоріком Празьким, а її золоте склепіння нагадує небо з Сонцем, зорями та місяцем.
Під час правління Вацлава IV готичний стиль змінився так званою інтернаціональною готикою, для якої була характерна заміна монументальності на аристократичну вишуканість. Типовими для неї (особливо в Центральній Європі) були зальні храми, які мали тонкі високі колони, що підтримували склепіння. Прикладами інтернаціональної готики в Королівстві Богемія є костели Св. Жиля у Тржебоні (чеськ. Kostel sv. Jiljí) та Св. Віта у Собеславі (чеськ. Kostel sv. Víta). Сам король замовив перебудову Італійського дворика у Кутній горі та будівництво замку у Точніку. Також значущою є церква Св. Віта у Чеському Крумлові, побудована після 1407 року як зальний храм з сітчастим склепінням головної нави.

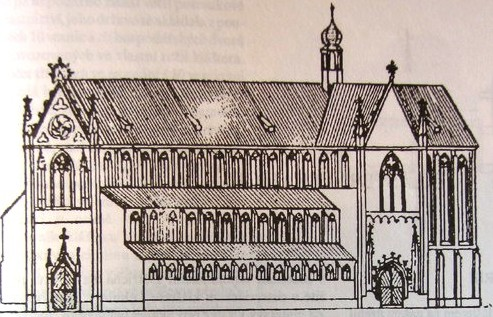
Бароковий малюнок знищеного собору Збраславського монастиря, бл. 1300 р.
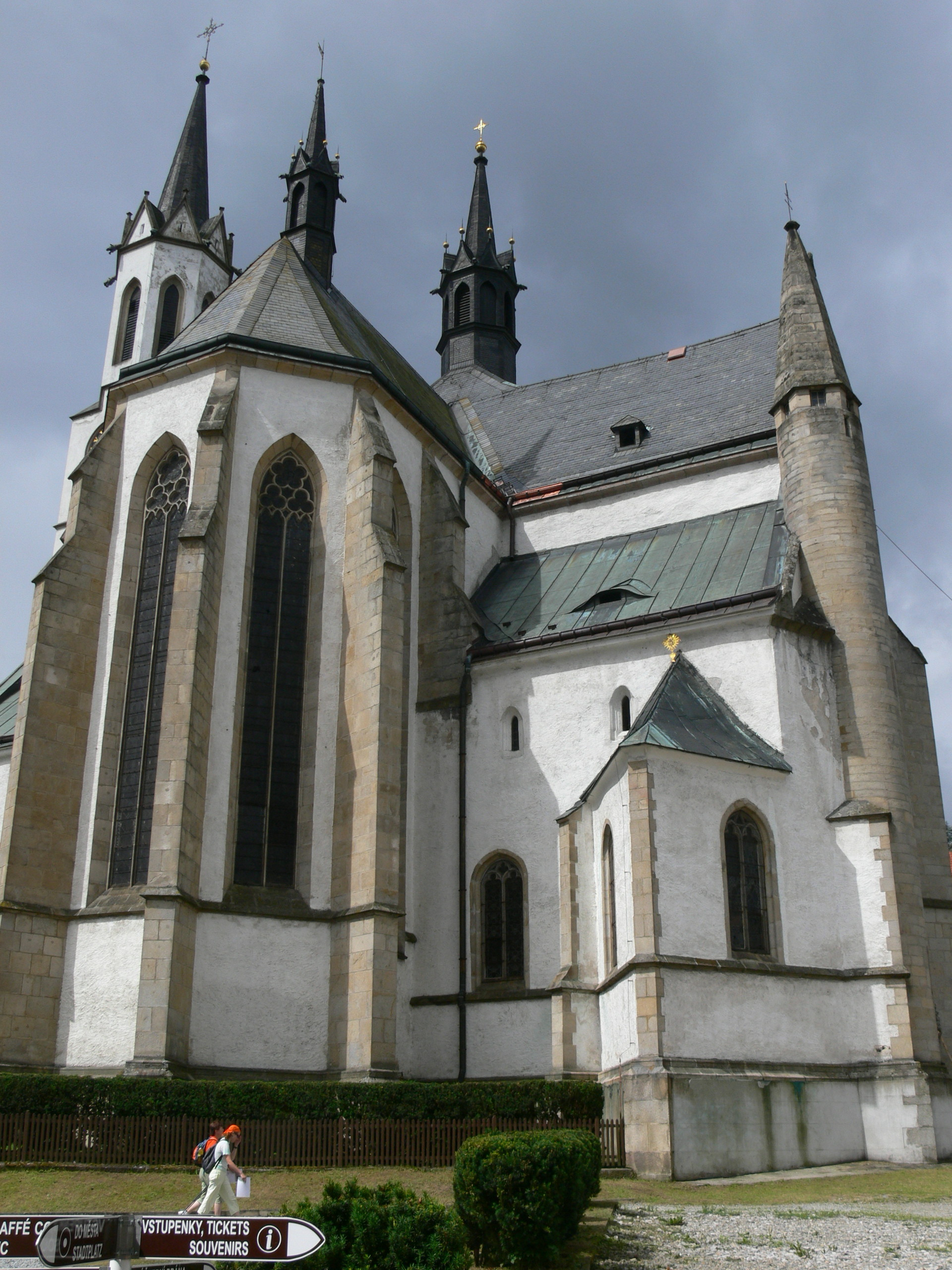
Церква Вишібродського монастиря, бл. 1300 р.
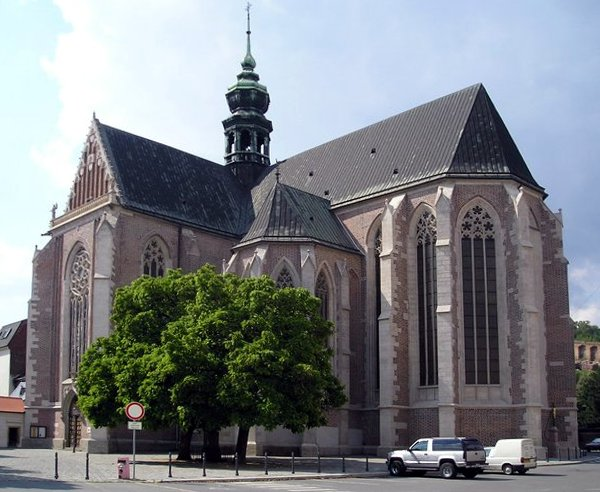
Церква Вознесіння Діви Марії у Брно, після 1323 р.
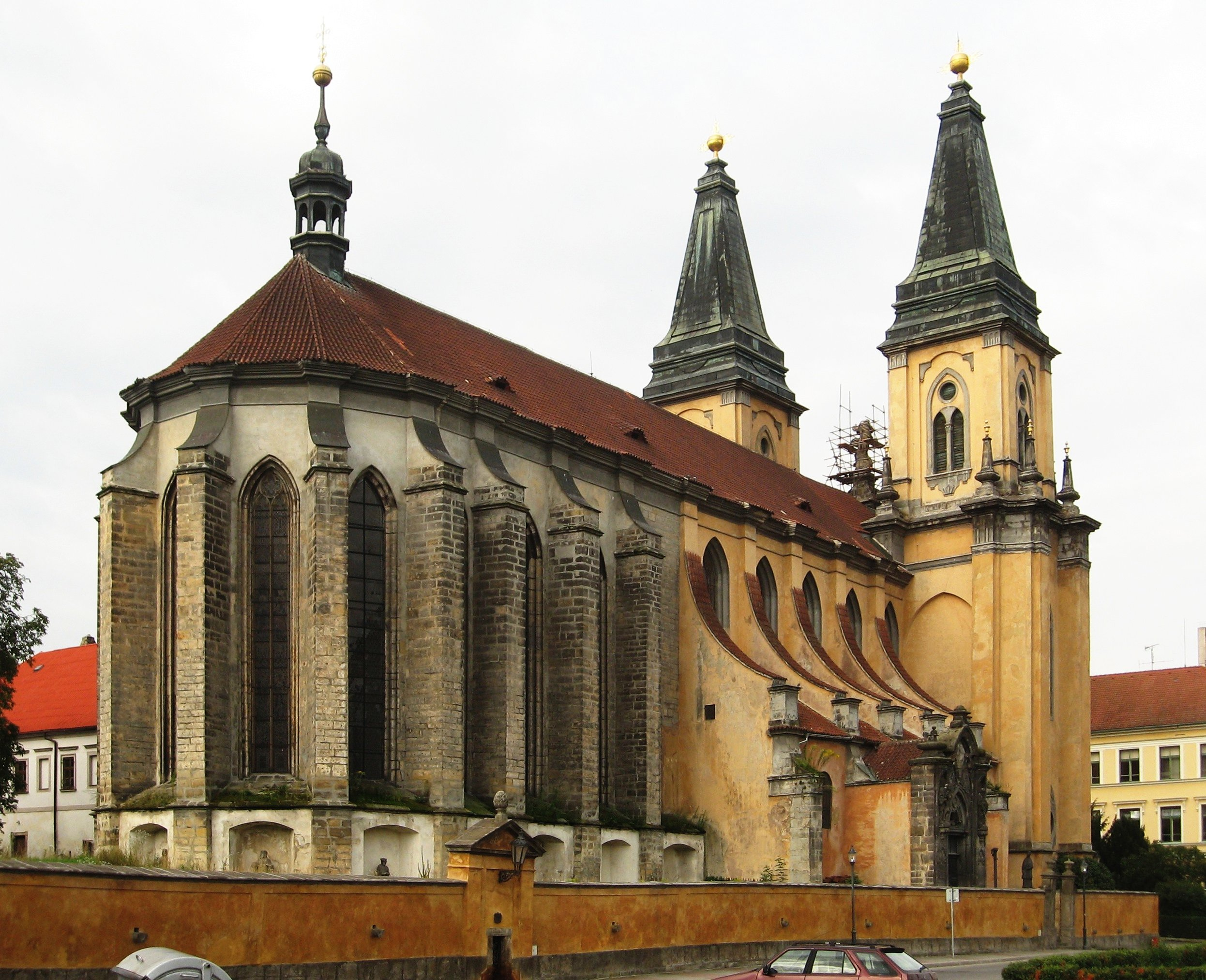
Церква у Роудніце над Лабем, заснована 1333 р.
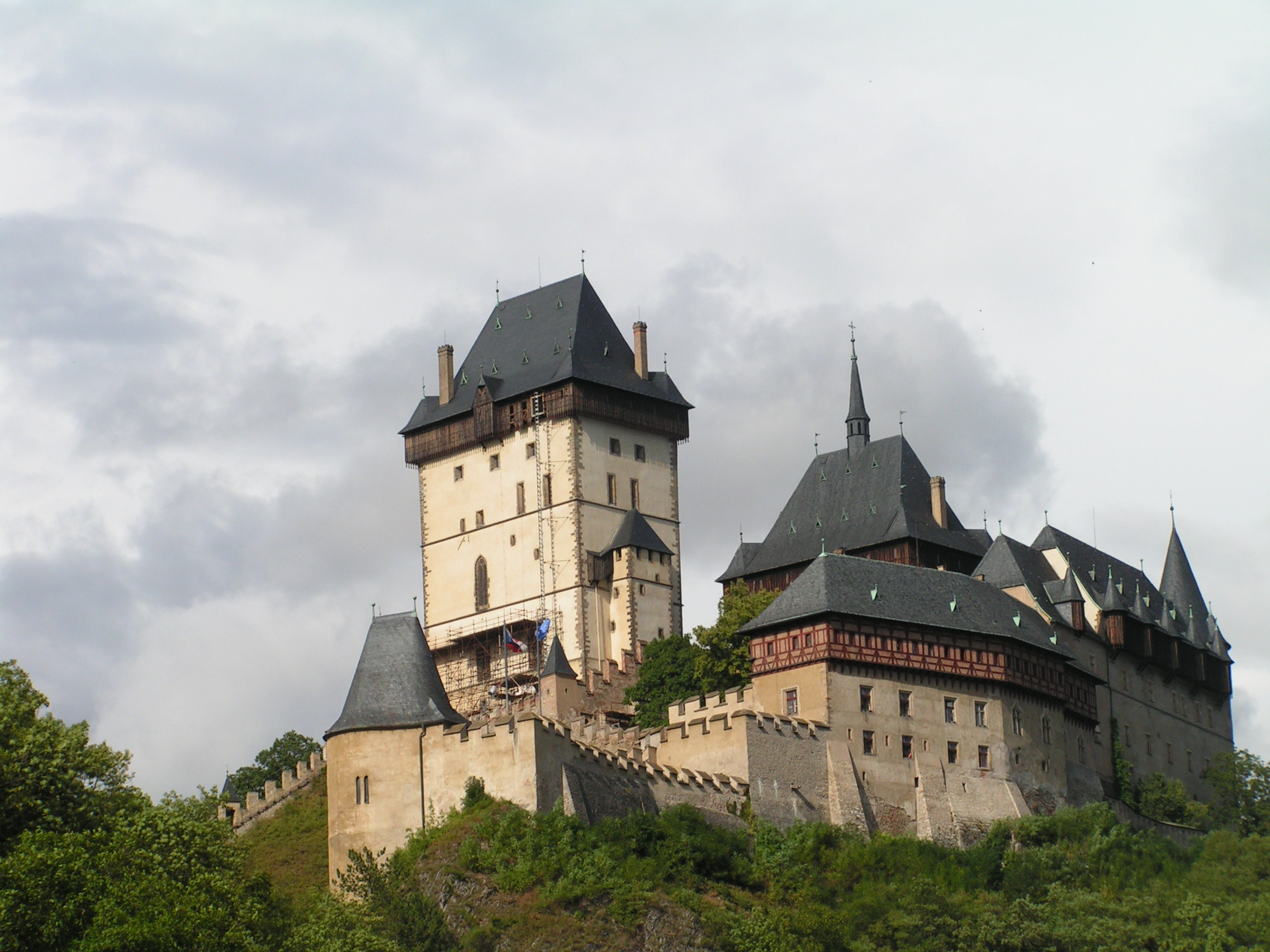
Карлштейн, 1348–1357 рр.
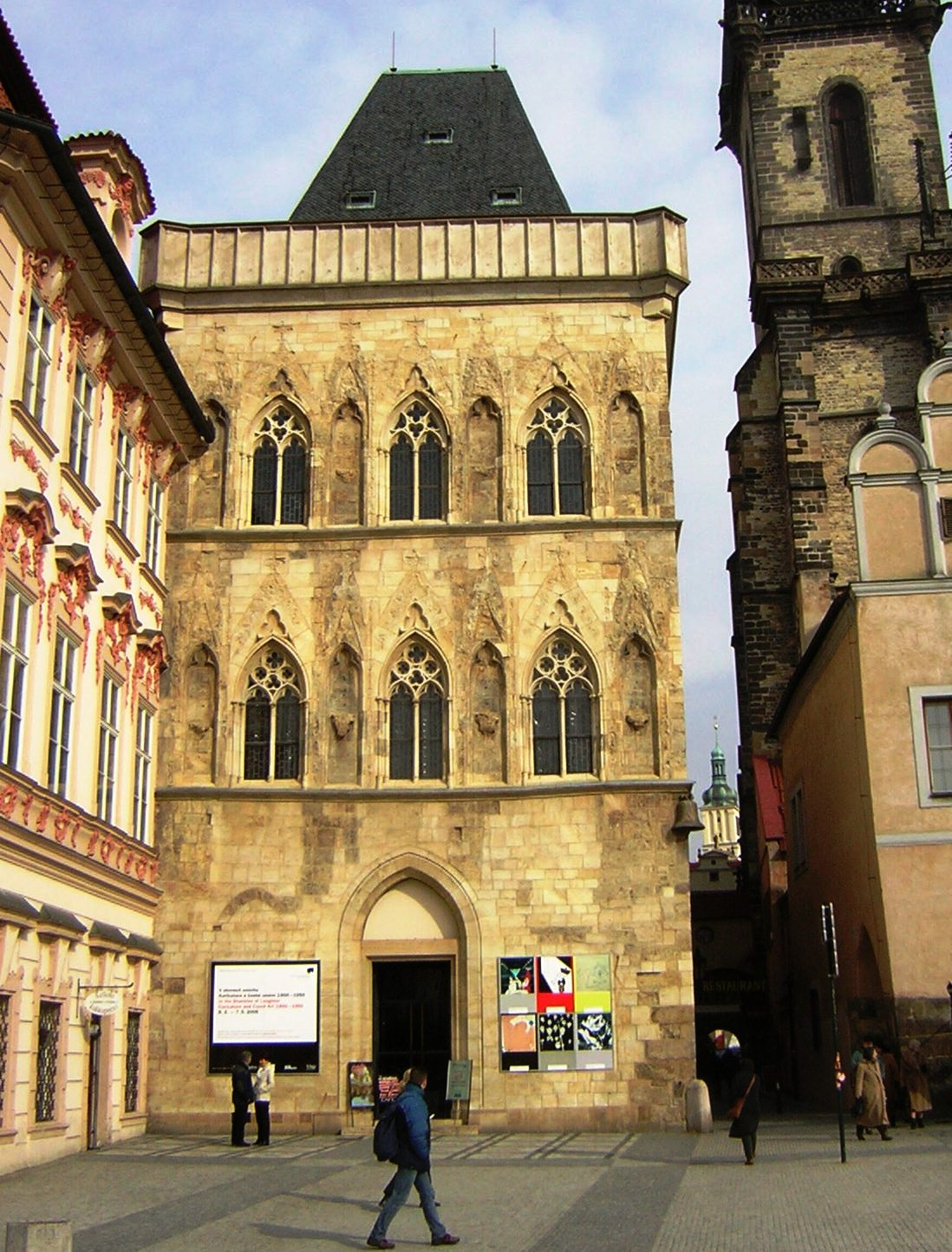
Дім у Кам'яного Дзвона, Старе Место, Прага, після 1310 р.
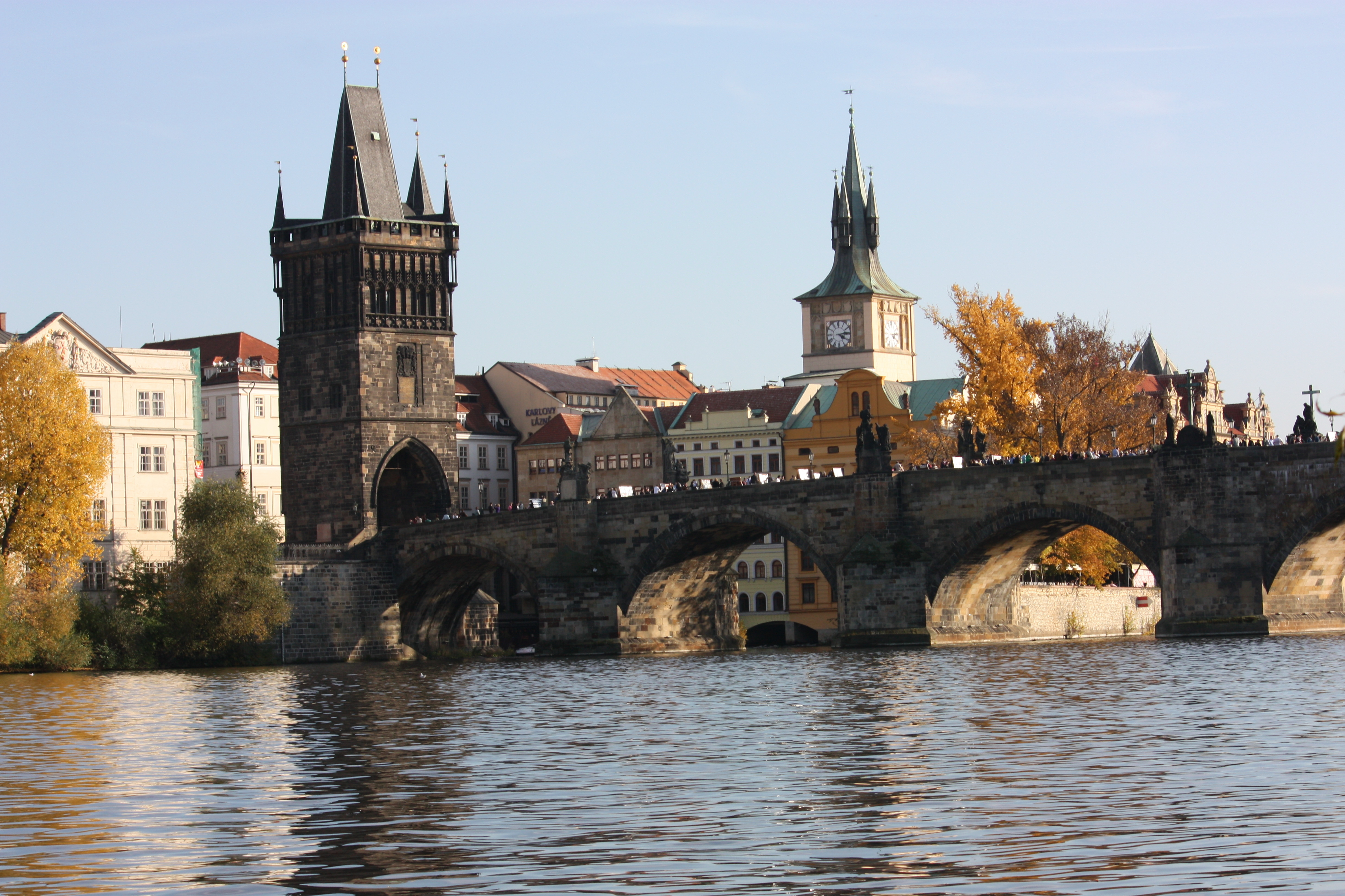
Карлів міст у Празі, після 1357 р.
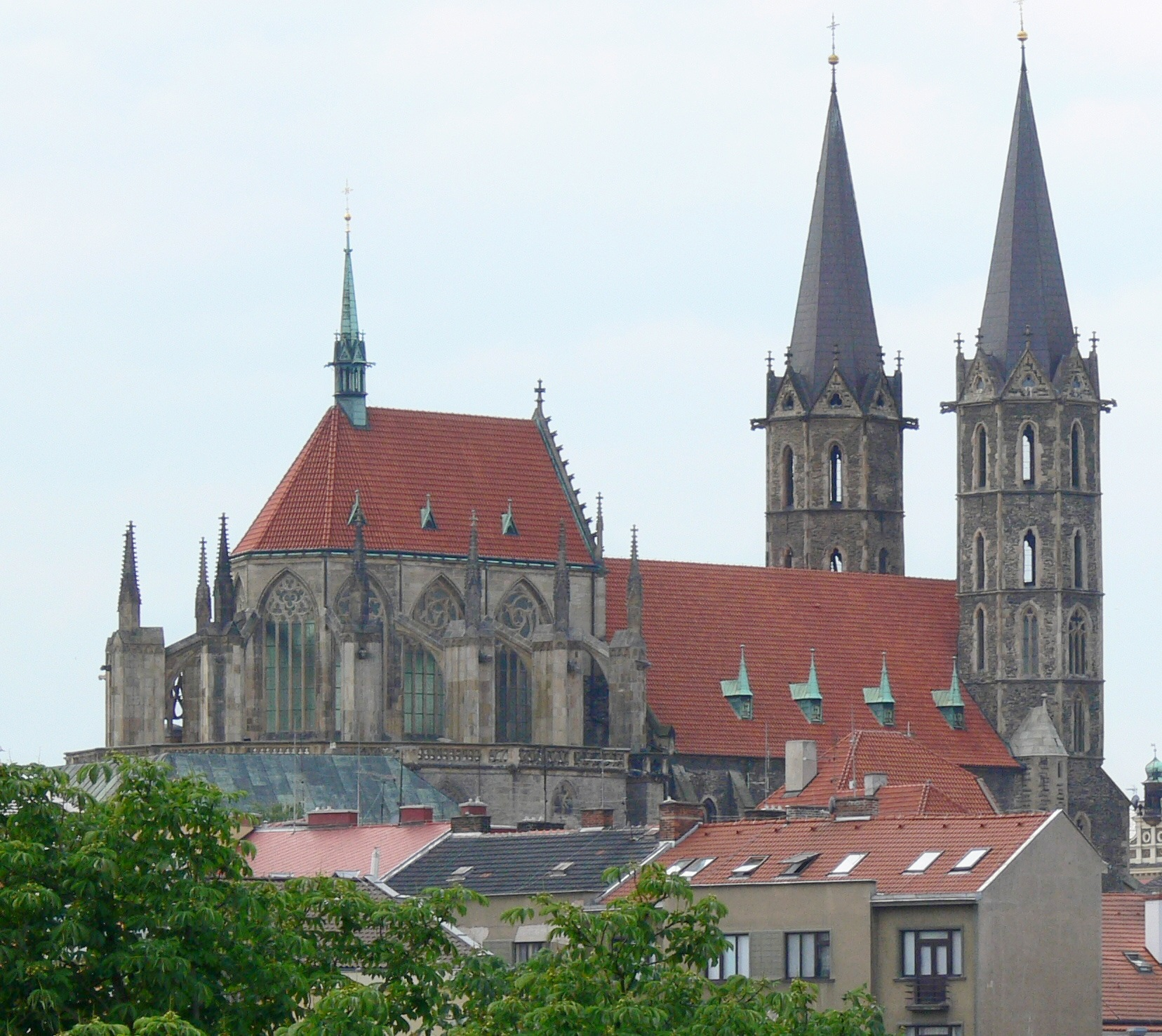
Церква Св.Варфоломея у Коліні з її високим пресбітерієм, 1360–1378 р.
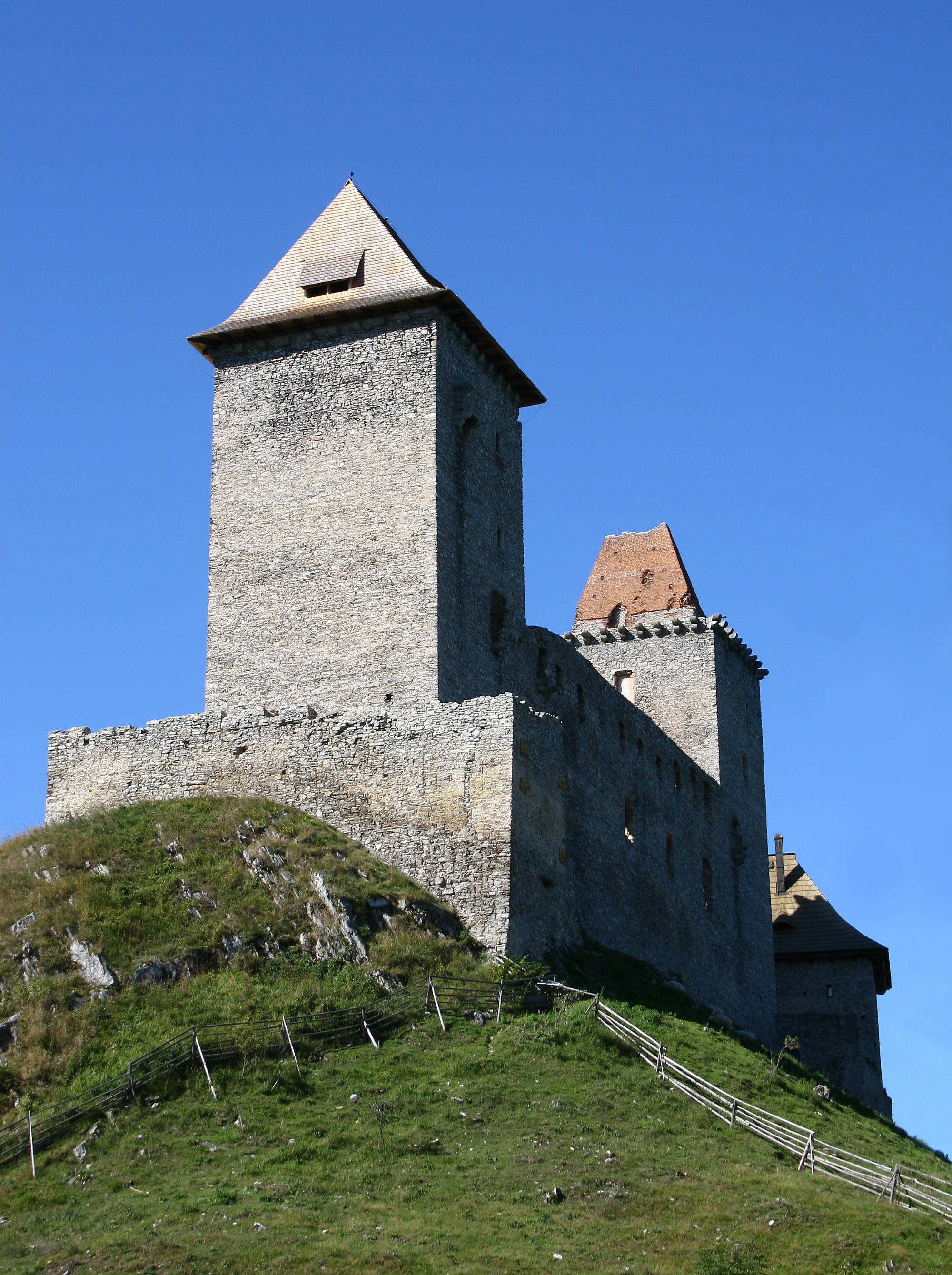
Замок Кашперк, Богемія, після 1356 р.
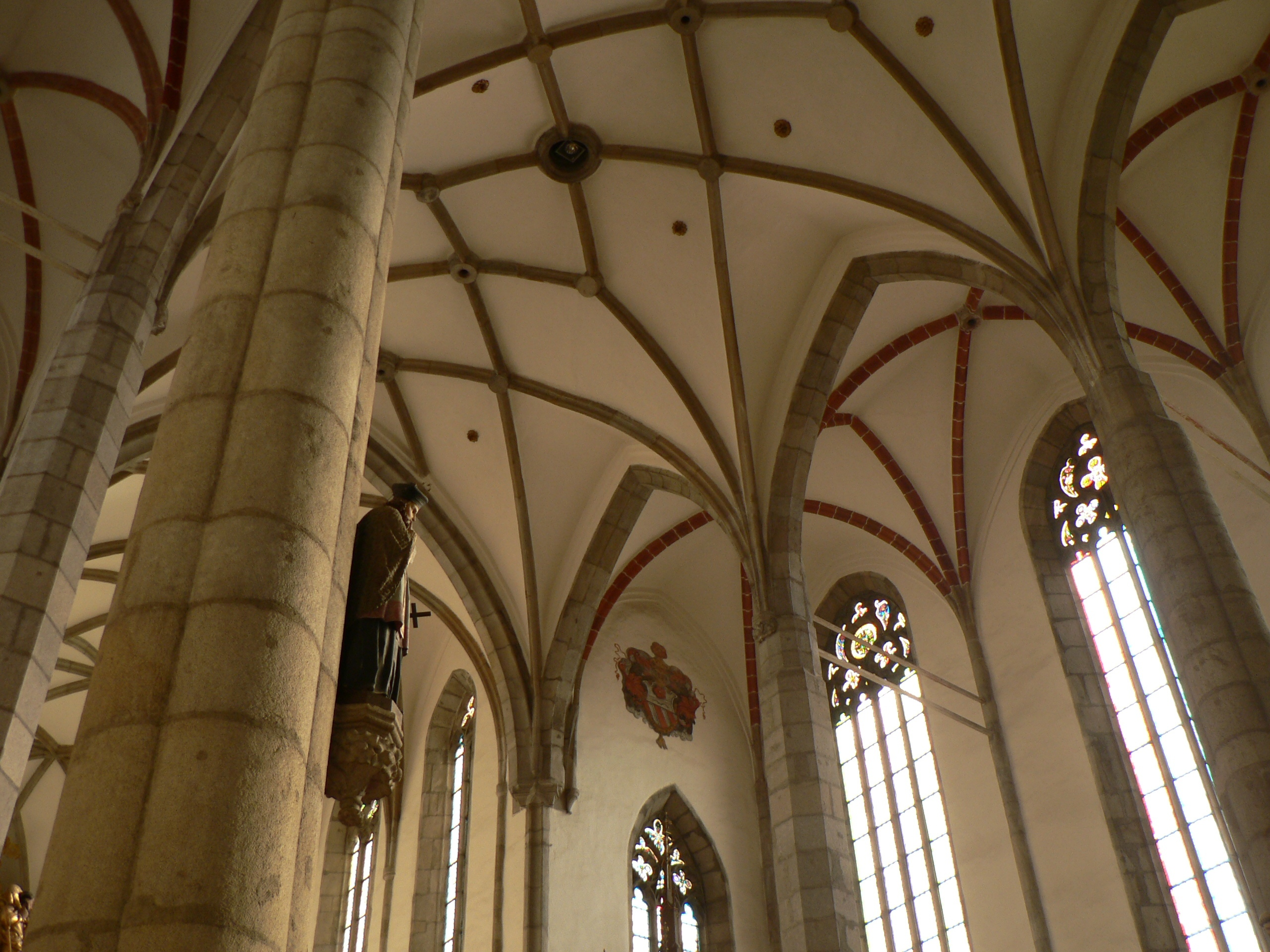
Інтер'єр церкви Св.Віта в Чеському Крумлові, після 1407 р.

## Пізня готика

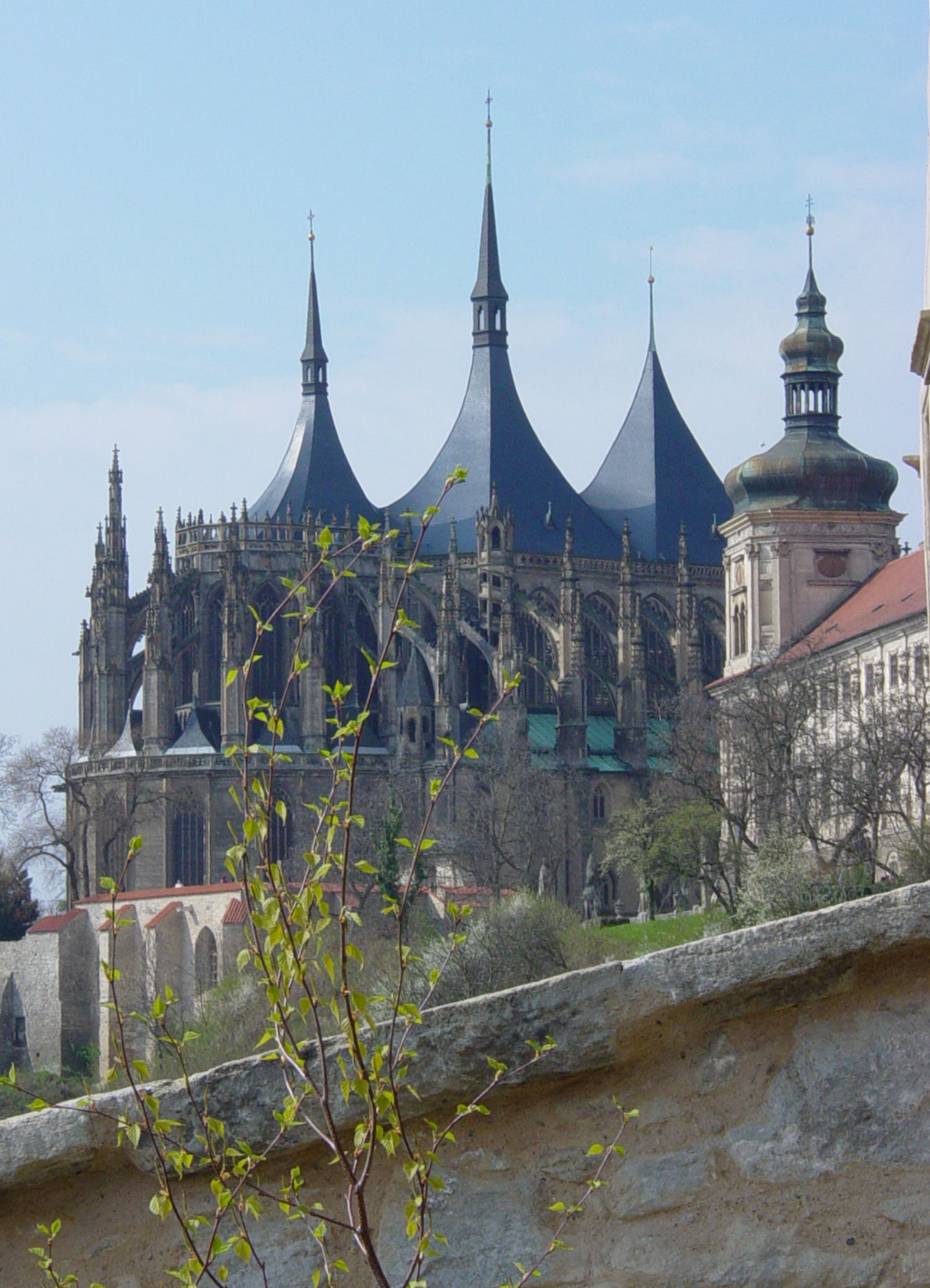
Собор Святої Варвари в Кутній Горі.

Розквіт Високої готики у Королівстві Богемії бух зупинений початком Гуситських воєн 1419 року. Багато церков, монастирів та замків були спалені, і багато нових споруд були лишені незавершеними, напр. собор Св. Віта у Празькому замку, через нестачу коштів. Ймовірно єдиними видатними спорудою того часу є фортифікація заснованого гуситами міста Табор, та у Празі — Костел Божої Матері перед Тином в Старому місті (використовувався як головна гуситська церква в Богемії), чиє будівництво продовжилось після завершення воєн, та вища з башт воріт Карлова моста у Малій Страні, яка була побудована за кошт короля Їржі після 1464 р.

### Ягеллонська готика
Занепад чеського мистецтва після воєн та політичної нестабільності припинився після 1471 року, коли католицький польський принц Владислав II Ягеллончик (онук Єлизавети Люксембурзької — богемської принцеси, онуки Карла IV) став новим королем Богемії, і далі після 1485 року, коли була встановлена релігійна свобода (для католиків та гуситів) і релігійні війни припинились.
В Італії, Західній Європі та Угорщині вже панувало Відродження, а Чехія повернулась до спадщини старих готичних майстрів. Правда вона була не єдиною, хто зразу не прийняв Ренесанс і намагався надати нового подиху готичному стилю — те саме відбувалось у розташованих поруч Австрії, Баварії та Саксонії або далекій Англії. Але при цьому деякі елементи Відродження все ж використовували.
Найбільш відомим архітектором цього періоду був Бенедикт Рейт, яким працював на Владислава II Ягеллончика. Він перебудував Празький град у пізньоготичному стилі та використав елементи раннього Відродження. Його шедевром є Зала Владислава у Старому королівському палаці Празького граду, завершена 1502 року, — у той час вона була найбільшим світським склепінчастим простором (без внутрішніх підтримуючих колон) у Центральній Європі.
Бенедикт Рейт завершив собор Святої Варвари в Кутній Горі у пізньоготичному стилі, побудувавши склепіння, дуже схоже на склепіння зали Владислава. Церква має характерну для пізньої готики тентову форму даху.
Разом з Гансом Шпіссом Бенедикт Рейт побудував Королівський Ораторій у соборі Св. Віта в Празі після 1490 року, склепіння якого замість звичайних ребер має цікавий орнамент натуралістичних сухих гілок, зв'язаних докупи нагорі арок Ганс Шпісс, який походив з Франкфурту-на-Майні, також перебудував королівський Крживоклатський замок в центральній Богемії.
Матей Рейсек був ще одним значущим готичним архітектором чеського походження. Він побудував Порохову браму в Празі в 1475-84рр., натхненний Брамою Староместського мосту, та завершив будівництво собору Св. Варвари в Кутній Горі, побудувавши пресбітерій.
У Брно працював архітектор Антон Пілграм, який розробив портал Старої ратуші (він також працював над порталом Собору святого Стефана у Відні).

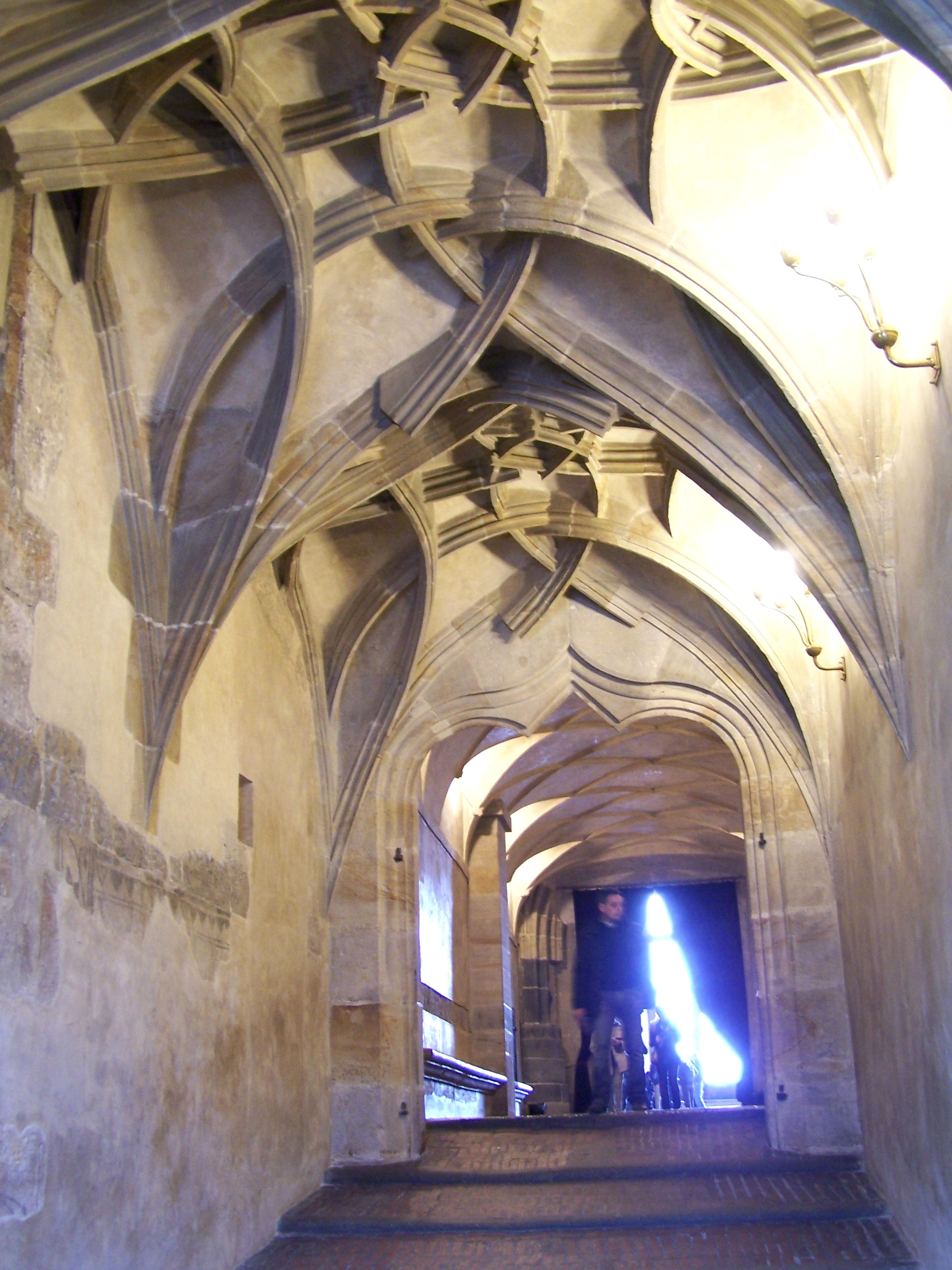
Кінні сходи Празького граду, бл. 1500 р.
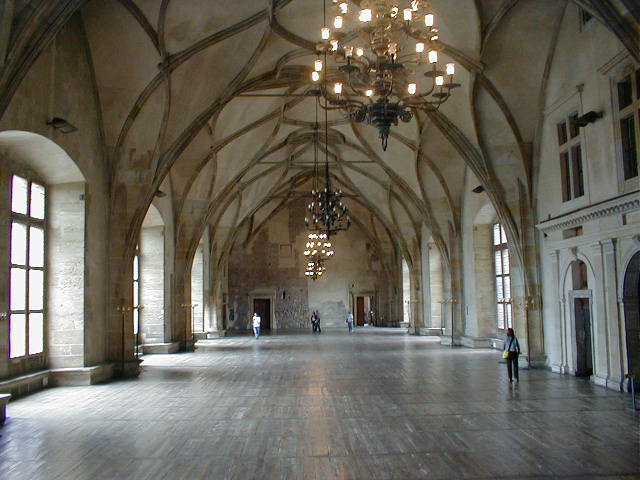
Зала Владислава Празького граду, бл. 1500 р.
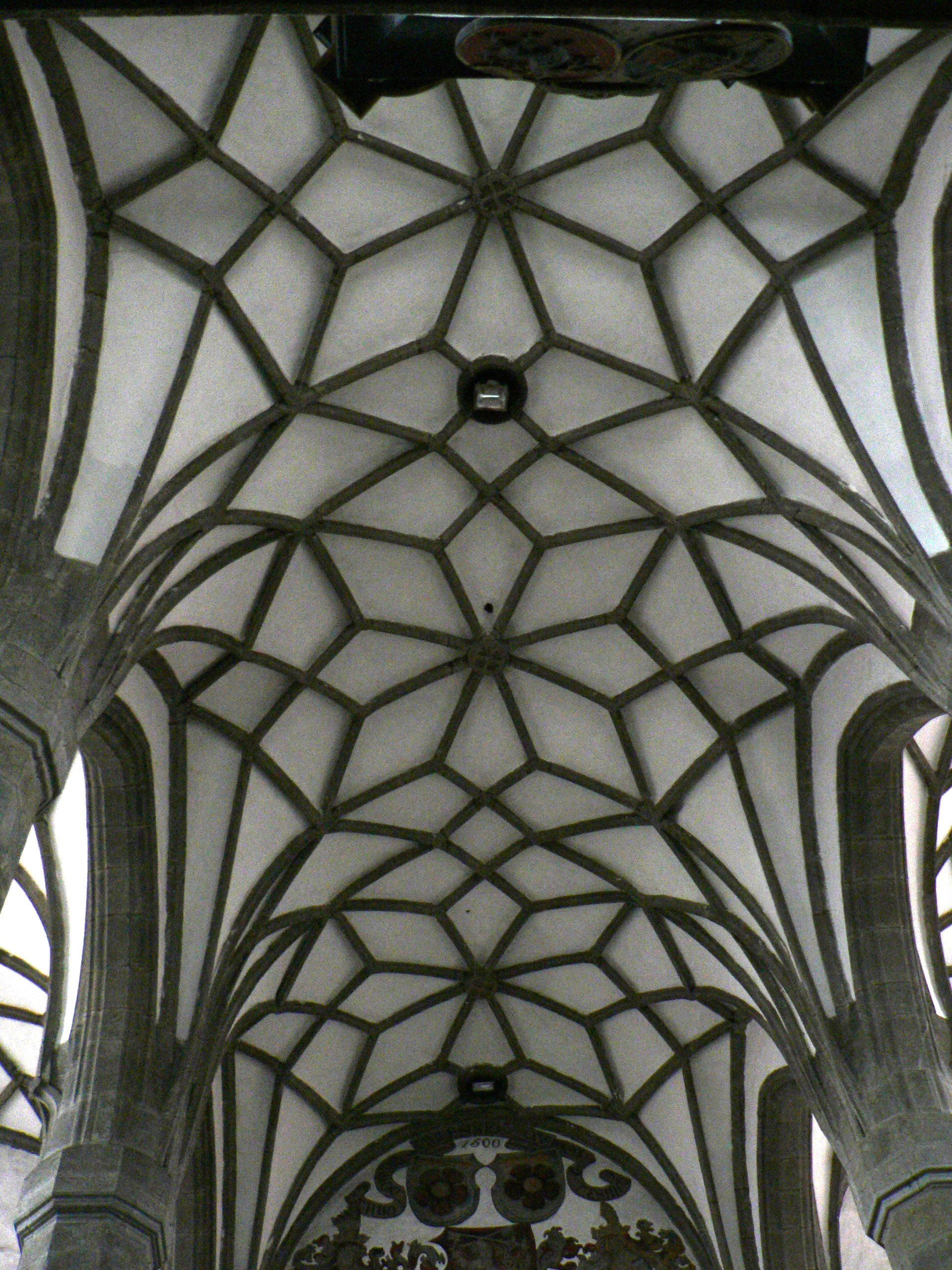
Склепіння церкви Св.Яна в Прахатріце, 1505–1513 рр.
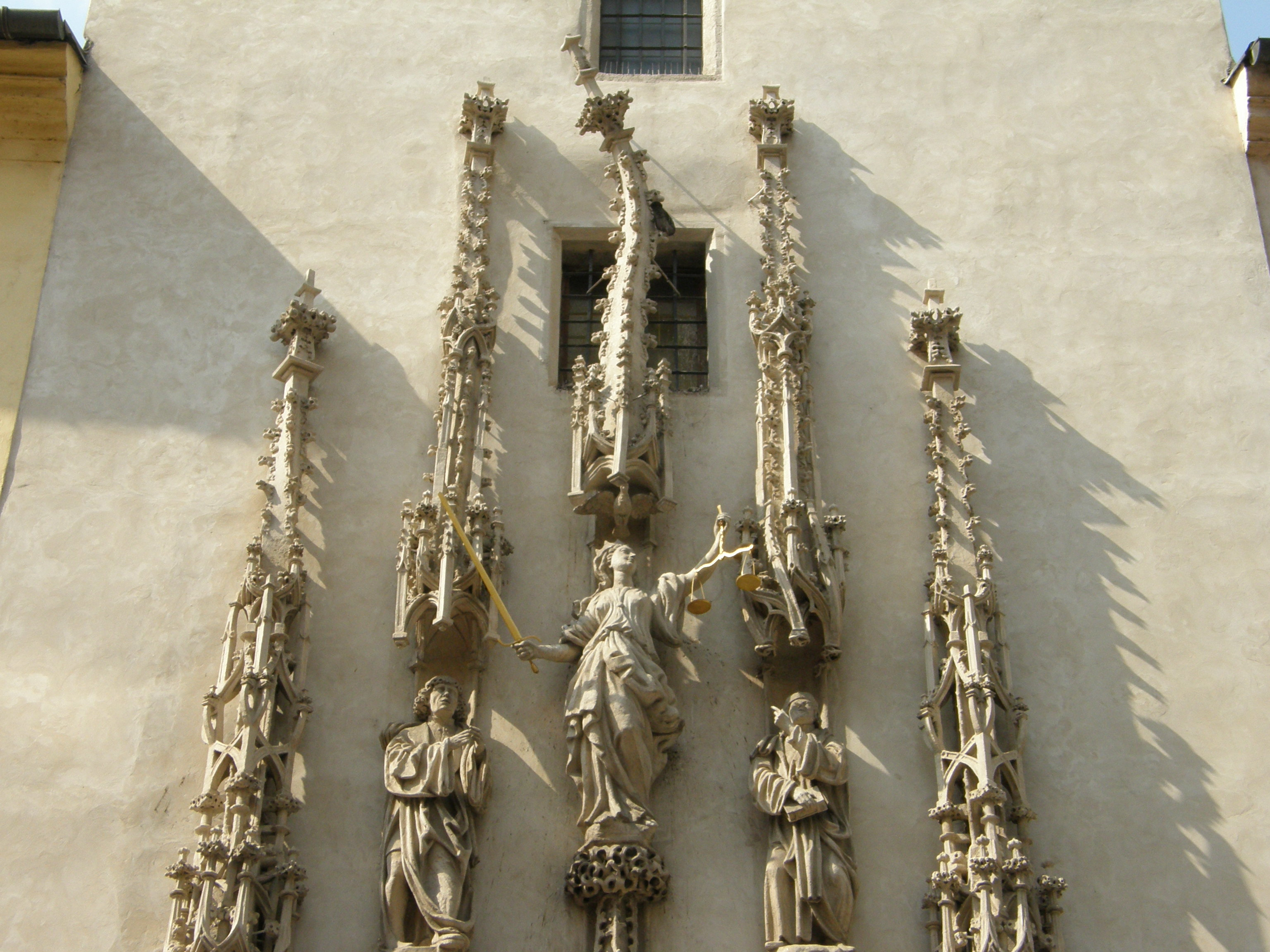
Портал Старої ратуші в Брно, 1510–1511 рр.
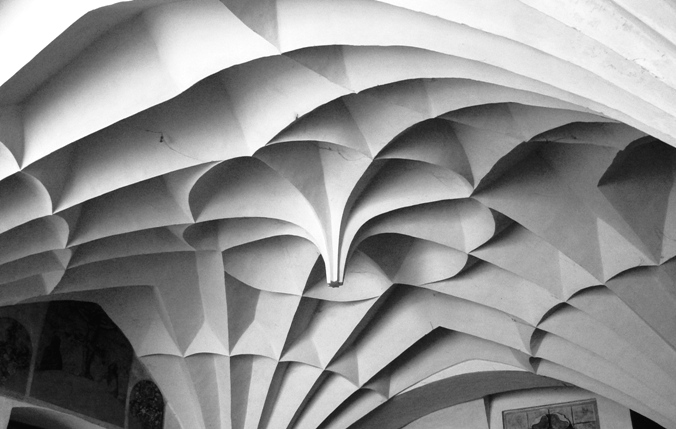
Склепіння будинку в Славоніце.
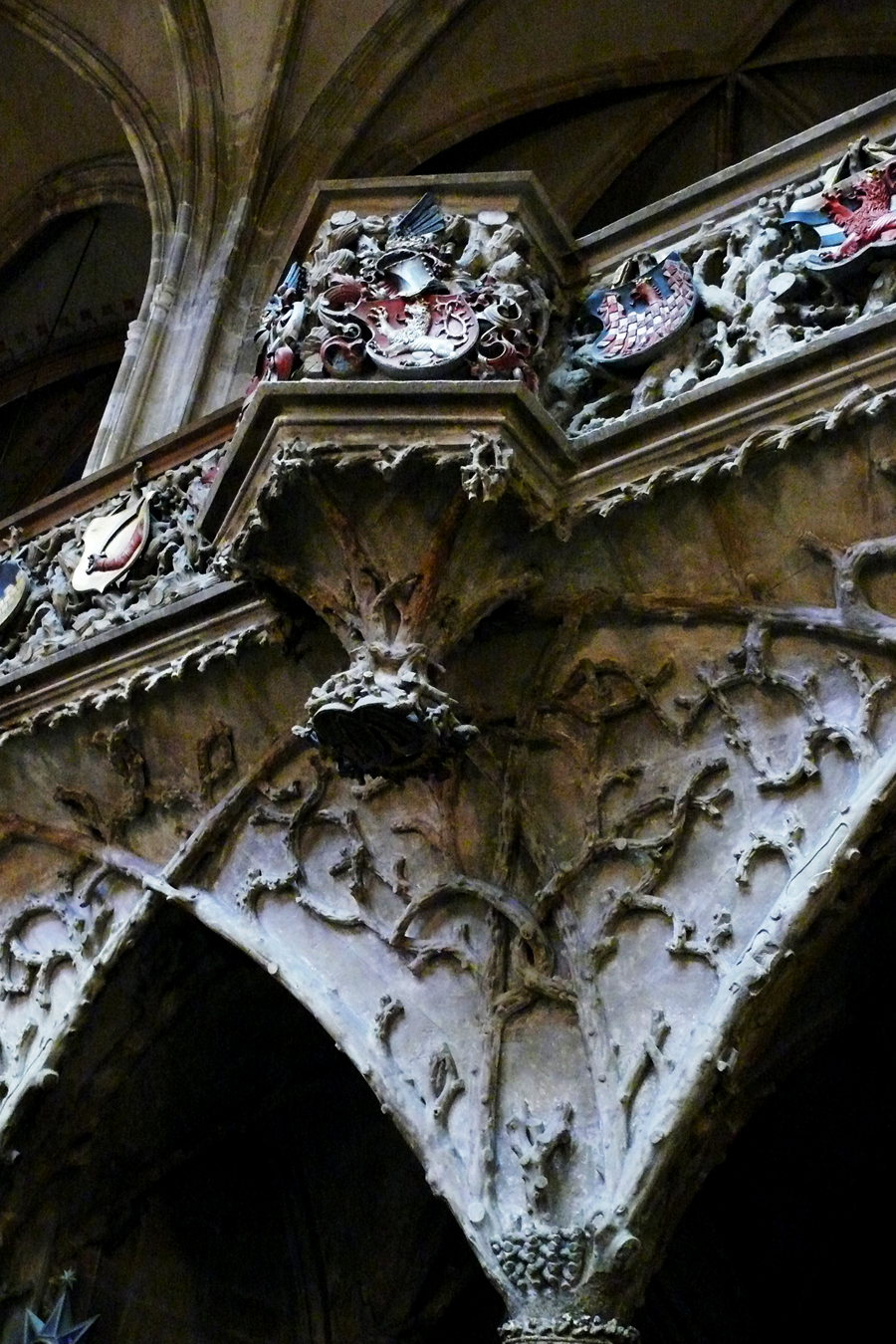
Королівській ораторій в соборі Св.Віта в Празі, бл. 1500 р.
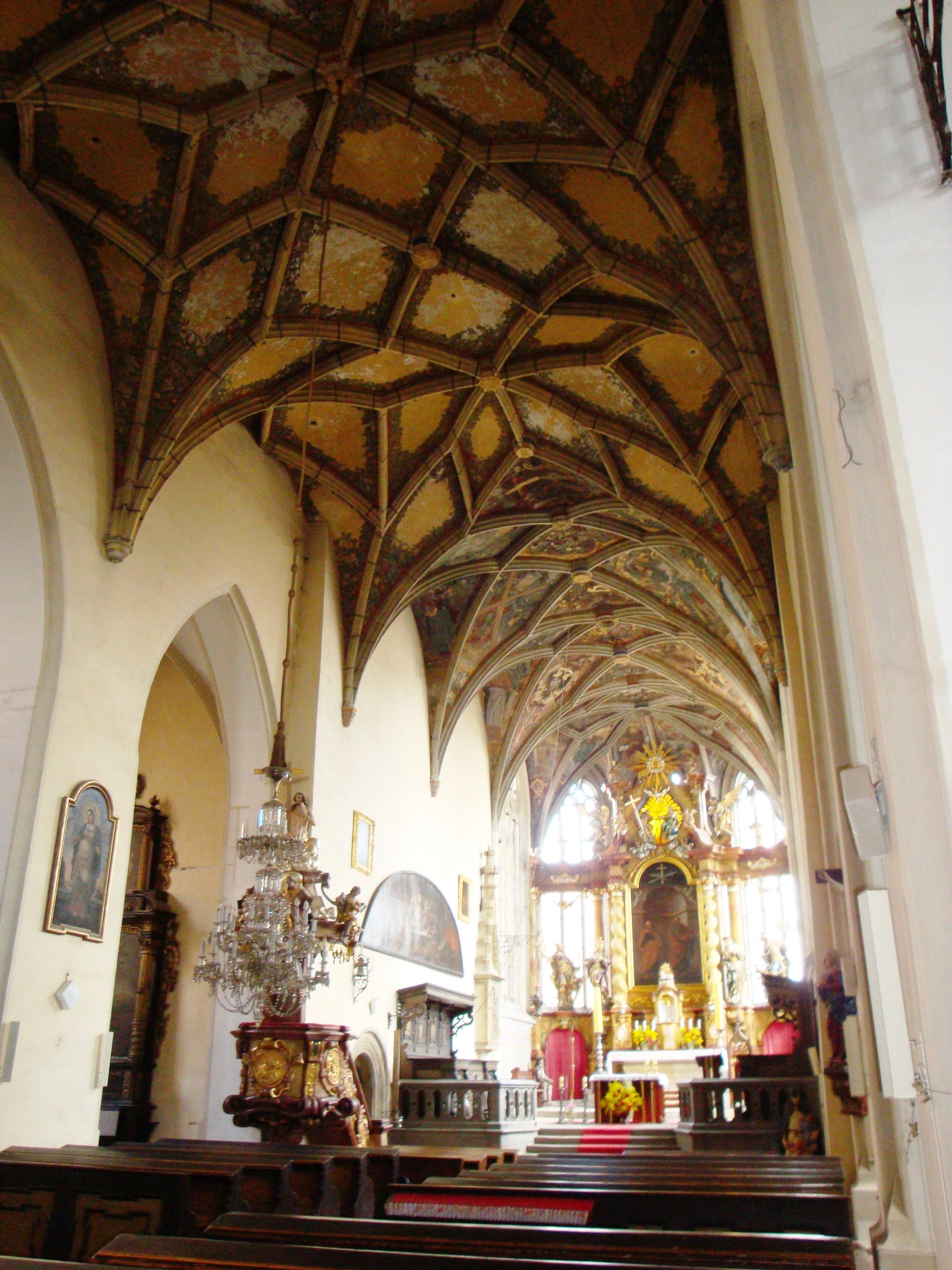
Склепіння церкви Святих Петра і Павла в Мельнику, Ганс Шпісс, 1490-ті.
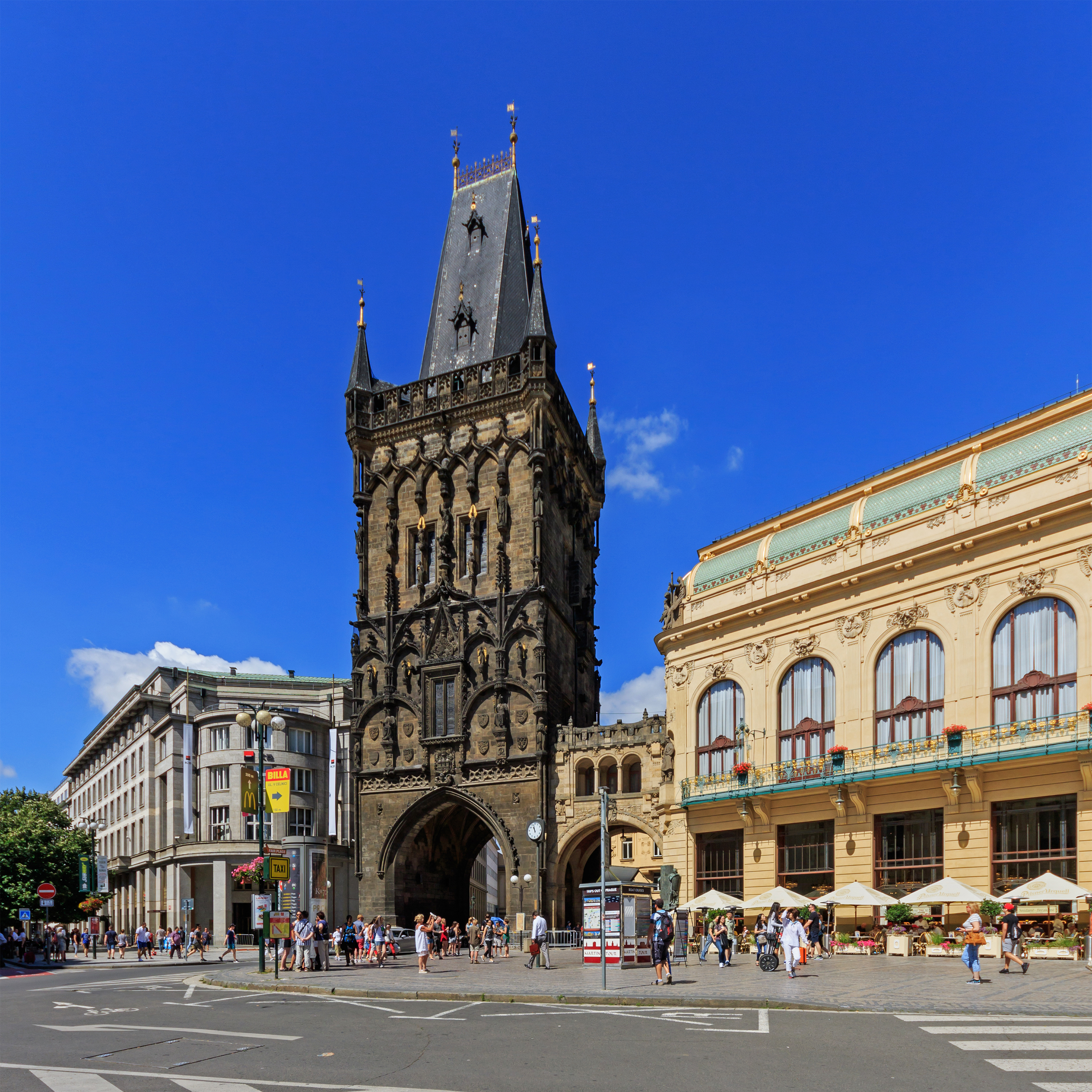
Порохова брама в Празі, 1475–1484 рр.
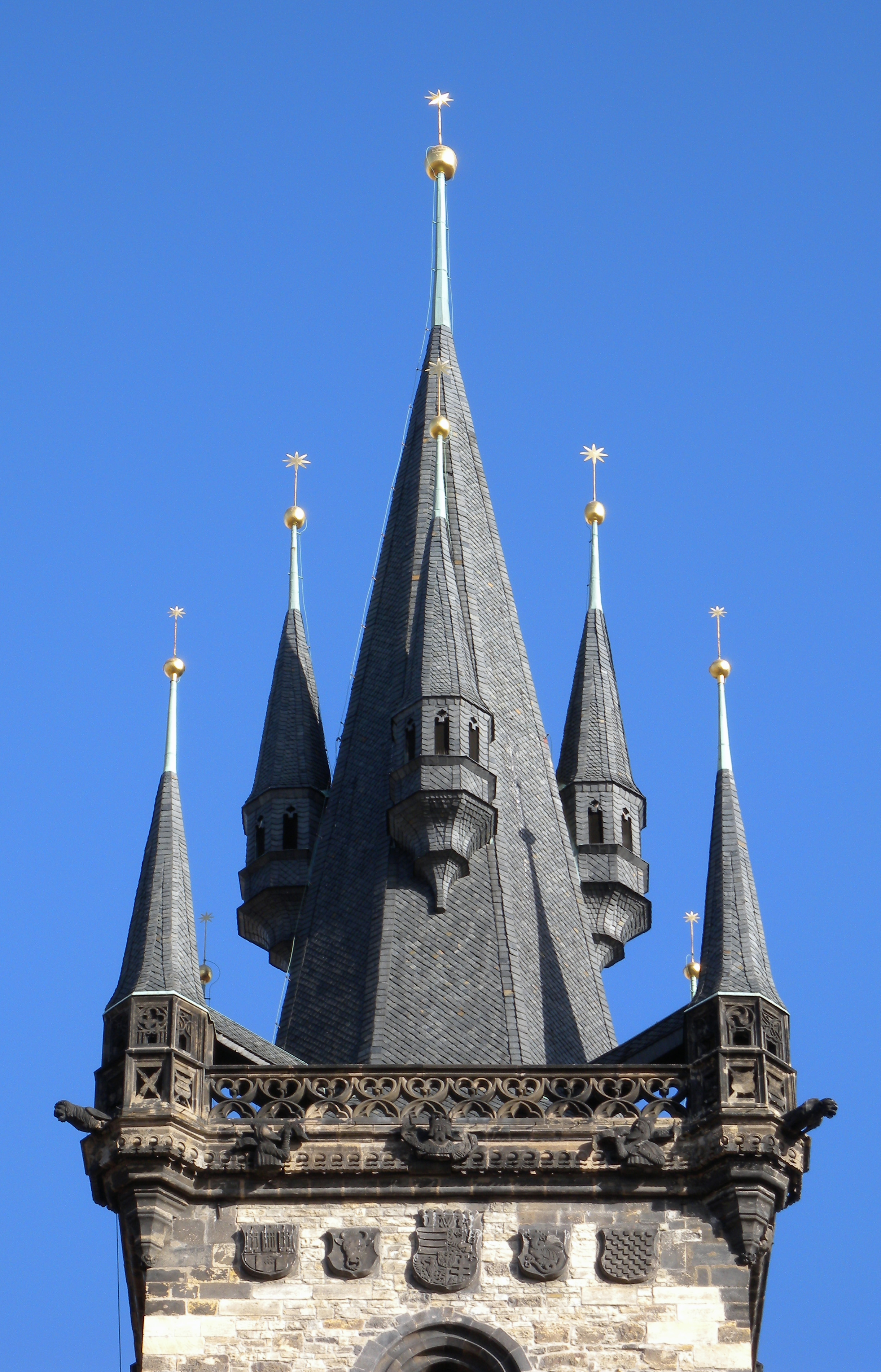
Башта костелу Божої Матері перед Тином в Празі з її оригінальним дахом, до 1511 р.
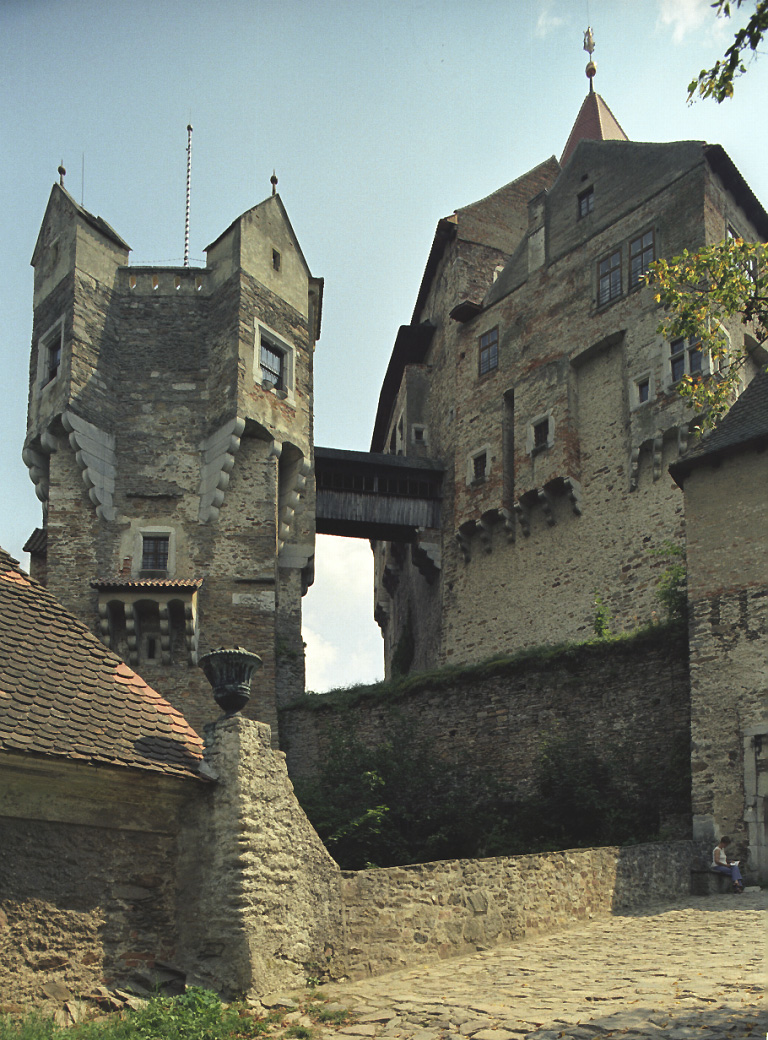
Замок Пернштейн, Моравія.